# Doubrava (okres Karviná)
Doubrava (dříve Dombrová, polsky Dąbrowa, německy Dombrau) je obec, která se nachází v okrese Karviná v Moravskoslezském kraji. Žije zde přibližně 1 100 obyvatel.
Doubrava je jednou z mnoha lokalit okresu Karviná, která se rozvíjela díky objevu zásob černého uhlí. A také kvůli uhlí je dnes tato obec postupně devastována. Za pozornost stojí její historicko-urbanistický vývoj na přelomu 19. a 20. století, kulturní památky a další významné objekty, které v Doubravě ještě stojí. A také zánik hornických kolonií, které byly pro tuto oblast tolik typické.

## Základní geografické a historické údaje
Obec Doubrava s rozlohou 778 ha se nachází v severovýchodní části České republiky v Moravskoslezském kraji mezi městy Orlová a Karviná.

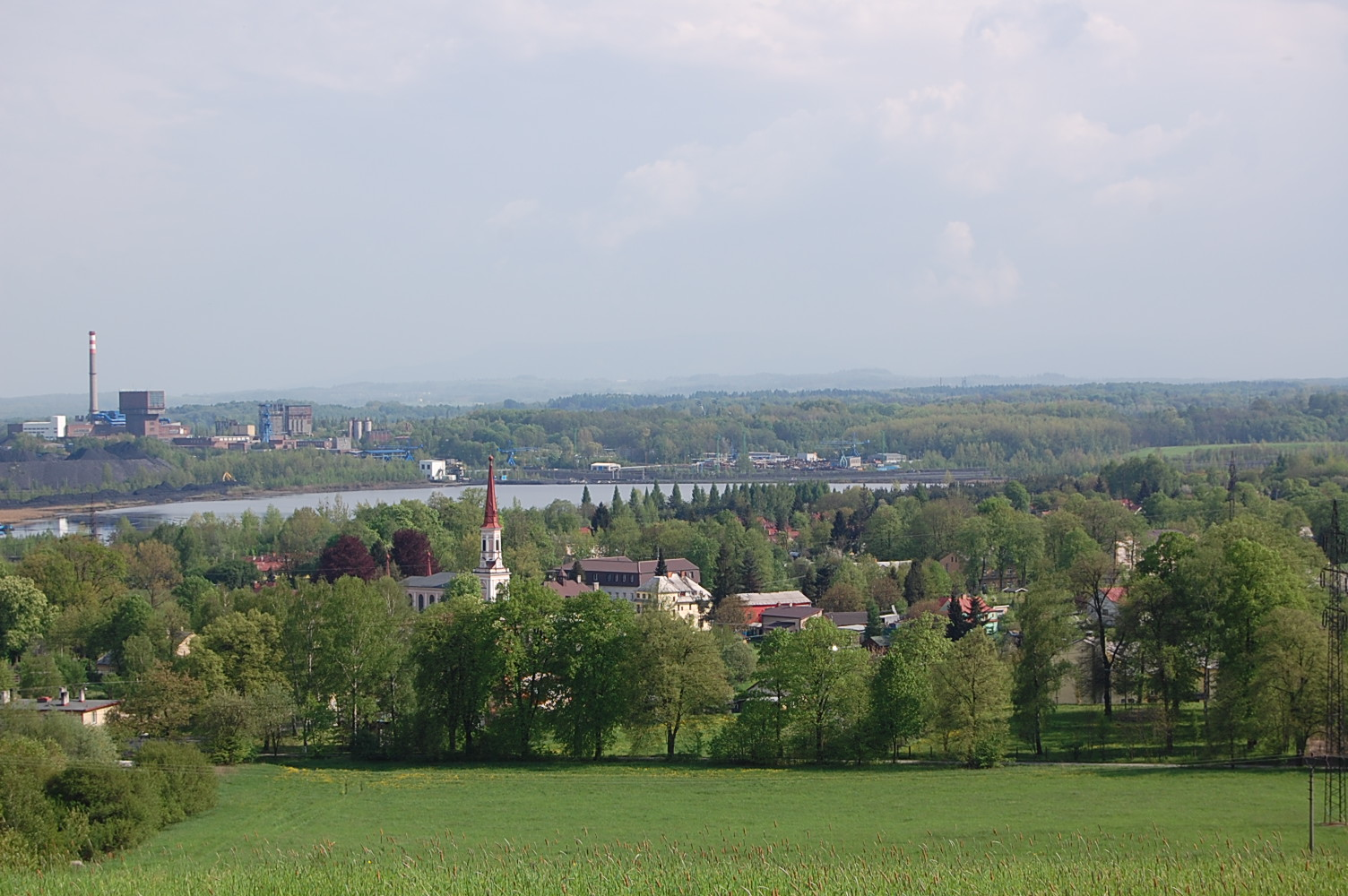
Výhled na centrum Doubravy (Karviná) s kostelem sv. Hedviky, v pozadí usazovací nádrže (kaliště) a velkodůl Karviná (Důl ČSA) v 2013

Terén obce je členitý, poznamenaný výškovou a tvarovou nestálostí z důvodu poddolování. Severní část chrání Doubravský kopec s nejvyšším bodem 282,2 m n. m. Východní hranice obce se přibližuje k řece Olši, která před regulací toku zasahovala do území Doubravy. Zde je také nejnižší bod obce 220 m n. m. V současné době[kdy?] v této oblasti vlivem těžby uhlí Dolu Karviná v dobývacím poli závodu ČSA, vzniká poklesové pásmo a vytváří se umělé jezero. Další umělá jezera (usazovací nádrže) jsou v jihovýchodní části obce v dobývacím poli téhož dolu a v severovýchodní části obce z důvodů poklesu půdy důlními vlivy. K západní hranici krajina opět stoupá do výšky 280 m n. m. V této části se nachází odval vytěžené hlušiny bývalého Dolu Doubrava (282 m n. m.). Na této ploše je od roku 2009 zábavní park DinoPark Ostrava. Terén je nestabilní, vlivem důlní těžby jsou zaznamenávány poklesy až o 8 metrů.

### Geologická stavba
Česká část hornoslezské uhelné pánve je také nazývána Ostravsko-karvinská uhelná pánev, případně vžitým názvem Ostravsko-karvinský revír (OKR).
Obec Doubrava se nachází ve východní části ostravsko-karvinského revíru, východně od Orlovské vrásy na severním okraji dílčí karvinské části OKR. Produktivní karbon je zastoupen jak ostravským, tak karvinským souvrstvím. Využívána jsou pouze souvrství karvinská, která dosahují mocnosti 1300 m. Dobývací prostor Doubrava měl plošný výměr 953,7211 ha. Dělí se na vrstvy: 1. sedlové o mocnosti 220–270 m, 2. sušské rozdělené sladkovodním horizontem Huberta na spodní a svrchní (spodní mají mocnost 180–240 m, svrchní sušské vrstvy v průměru 200 m), 3. doubravské dosahují mocnosti až 250 m. Sloje ostravského souvrství nejsou ani dobývány, ani připravovány.
Dobývány byly nejspodnější sloje karvinského souvrství o mocnosti od 1,0 do 6,5 metru uložené ležmo s úklonem asi od 5° do 25° k severozápadu v hloubce kolem 700 až 1000 m. Reliéf karbonu začínal v lokalitě jámy Doubrava 1 v hloubce 10 m pod povrchem. Severním směrem upadal reliéf karbonu prudce do Dětmarovického výmolu. Uložení slojí bylo ploché s převládajícím úklonem 0 až 10°. Za Doubravským zlomem je produktivní karbon uložen o 350 až 450 m hlouběji. Směr vrstev je zvlněný s úklonem vrstev (okolo 25°) k severovýchodu. Část důlního pole na styku miocén-karbon je pokryta vodoplynonosným horizontem. Je uložen na karbonském úbočí od vrstevnice – 500 m, takže plocha této detritické oblasti zaujímala okolo 21 % dobývacího prostoru.
Pozůstatkem čtvrtohorního zalednění je Doubravský kopec (náporová moréna).

### Vodstvo
Území Doubravy patří k povodí Odry. Ústředním tokem je potok Doubrava s pravým přítokem Kotlinky. Protéká ve směru západ-východ souběžně s valem Doubravského kopce a vtéká z levé strany do řeky Olše. Podle historických map a dokumentace povodí Odry řeka Olše spolu s řečištěm Stonávky tvořila částečně východní hranici s katastrem Starého Města. Soutok Olše a Stonávky byl na katastru Doubravy. Při povodních mnohdy koryta měnila polohu, vytvářela nová řečiště a další slepá ramena. Postupnou regulací vodních toků jsou dnes řečiště i soutok výše uvedených řek mimo katastr Doubravy.
V oblasti mezi řekou Olší a Dědinou byly rozsáhlé rybníky. V historické dokumentaci jsou připomínány už v roce 1661. Z tereziánského katastru a II. mapování lze určit polohu rybníků Starý (Alter Teich) a Glownik a u jejich hrází vzniklou osadu Na hrázi.
Hrází rybníka Starý procházela část východojižní hranice s katastry Starého Města a města Karviná. Rybníky byly postupně vysoušeny a přeměněny na pole. Dnes v oblasti rybníka Starý je rozsáhlá poklesová kotlina vyplněná vodou. Byla součástí usazovacích nádrží v dobývacím poli závodu ČSA.

### Vývojové etapy osídlení
Počátky osídlování Těšínska, na jehož území Doubrava leží, jsou doloženy archeologickými nálezy v Chotěbuzi ze starší doby železné (cca 800–400 př. n. l.). V 8. až 11. století zde bylo slovanské hradiště.

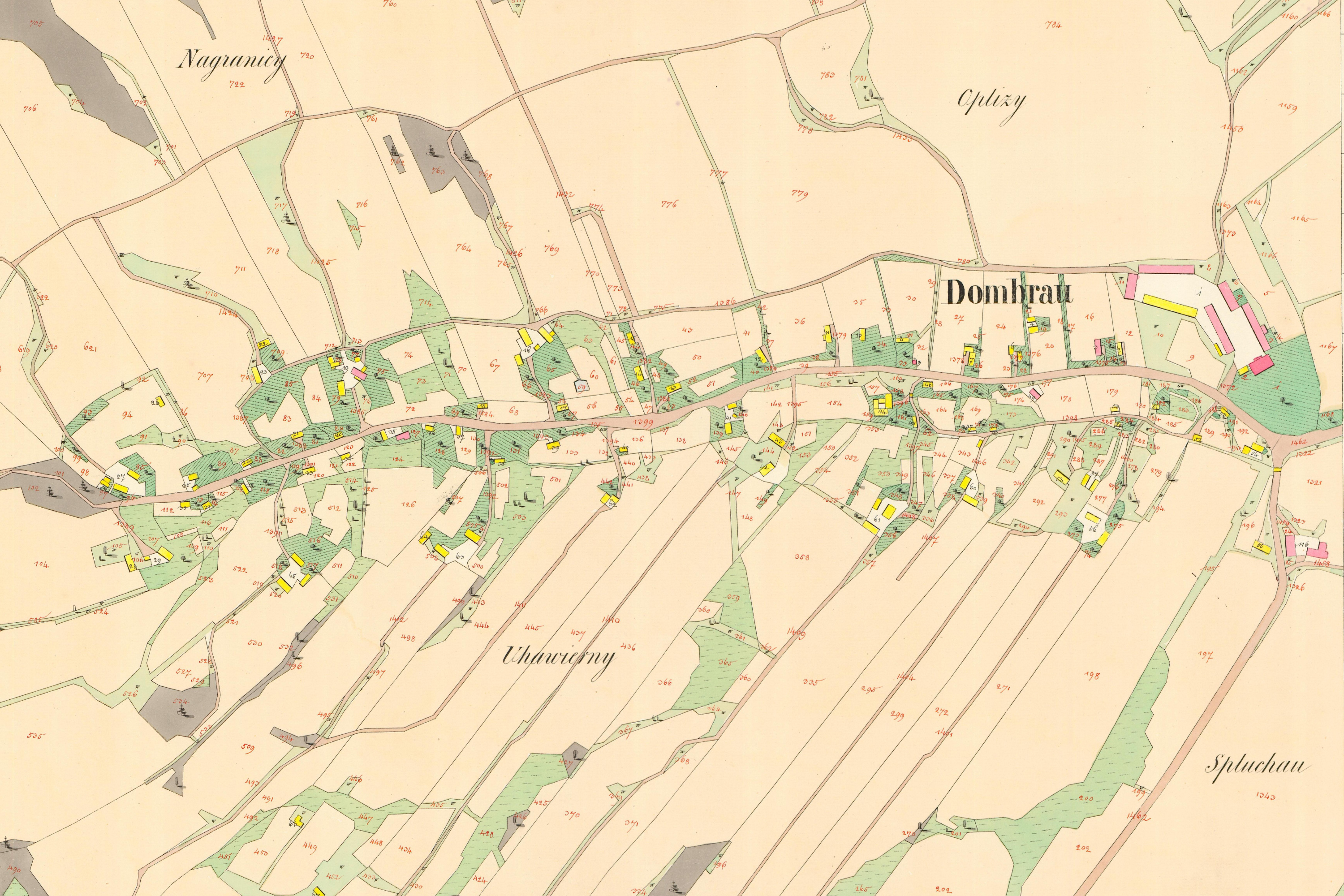
Doubrava na císařském otisku mapy Stabilního katastru z roku 1836 (Výřez z mapového listu kód 0562-1-003)

Doubrava jako sídelní jednotka vznikla podél potoka Doubrava a cesty vedoucí do Orlové, nynější části nazývané Dědina, jako silnicová lánová řadová ves. Pole vybíhala za stavení nebo čtvercovými dvory. V okrajových částech se pak tvořily shlukové osady. Zdejší údolí bylo chráněné proti severním větrům valem Doubravského kopce a otevřené k východu k řece Olze vhodné pro rybolov. Lesy nabízely hojnost zvěře a lesních plodin, stavební a palivové dříví. Vznik Doubravy se předpokládá ke konci 12. století. Písemné prameny dokládají název Doubrava v listině papeže Řehoře IX. ze dne 5. května 1229, z čehož lze usuzovat, že zde už nějakou dobu osada existovala.
Název Doubrava (Dombrová, Dúbrawa) je patrně odvozen od dubového lesa, ve kterém původní osadníci našli své bydliště a kde začali les kácet a měnit jej v hospodářskou půdu. Jméno Doubrava (Dúbrawa) bylo ještě v užívání začátkem 16. století ve všech právních, kupních a jiných smlouvách nebo listech. Ve 13. století patřila Doubrava k Orlové a poté až do roku 1572 k Fryštátu. V průběhu dalších let přecházela do majetků několika šlechtických rodů. Do roku 1515 byla v Doubravě dědičná rychta. V roce 1746 koupil Doubravu František Ludvík svobodný pán z Mattencloitu a v držení tohoto rodu zůstala po dalších 156 let. V roce 1902 Richard svobodný pán Mattencloit-Ubelli prodal své slezské statky a odstěhoval se spolu s rodinou do Pyšel u Prahy.
Objevem uhelných slojí, rozvojem těžby uhlí a zavedením železniční dopravy nastal prudký nárůst obyvatelstva. Pro jeho ubytování se stavěly pro Ostravsko-karvinský region typické kolážní domy soustředěné do kolonií. Významné domy, domy zámožných obyvatel nesly prvky secese. Obec měla části s místními názvy Kopaniny, Dědina, Špluchov, Kozinec, Vrchovec (Vidrholec), Uplíž, Pod Ujalou, Glembovec apod.

### Sociálně-ekonomický vývoj
Ekonomické podmínky Doubravanů nebyly příliš příznivé. Bližší představu o rozsahu majetků můžeme získat např. z karolínského katastru, který zahrnuje polnosti od dvacátých let 18. století. Je vypracován na základě vratislavských měr a vah. Z první rektifikace z let 1721 až 1728 lze vidět rozsah panství v tabulce 1. Ze stabilního katastru z 40. let 19. století vyčteme, že v Doubravě byla celková plocha pozemků 1 334 jiter, její poměry jsou v tabulce 2. V 92 domech bylo 211 bytových stran, z nichž se zabývalo 12 zemědělstvím a řemesly a 3 udávaly jiné zdroje obživy. Zemědělství dominovalo do 50 let 19. století. Objevením a těžbou uhlí zemědělství ustoupilo průmyslu. Nejen omezením zastavěné plochy, ale především znehodnocením půdy vlivem těžby uhlí. V poklesových částech klesla její bonita a snížily se zemědělské výnosy. Při poklesu polí o 5 m klesl zemědělský výnos až o neuvěřitelných 50 %.

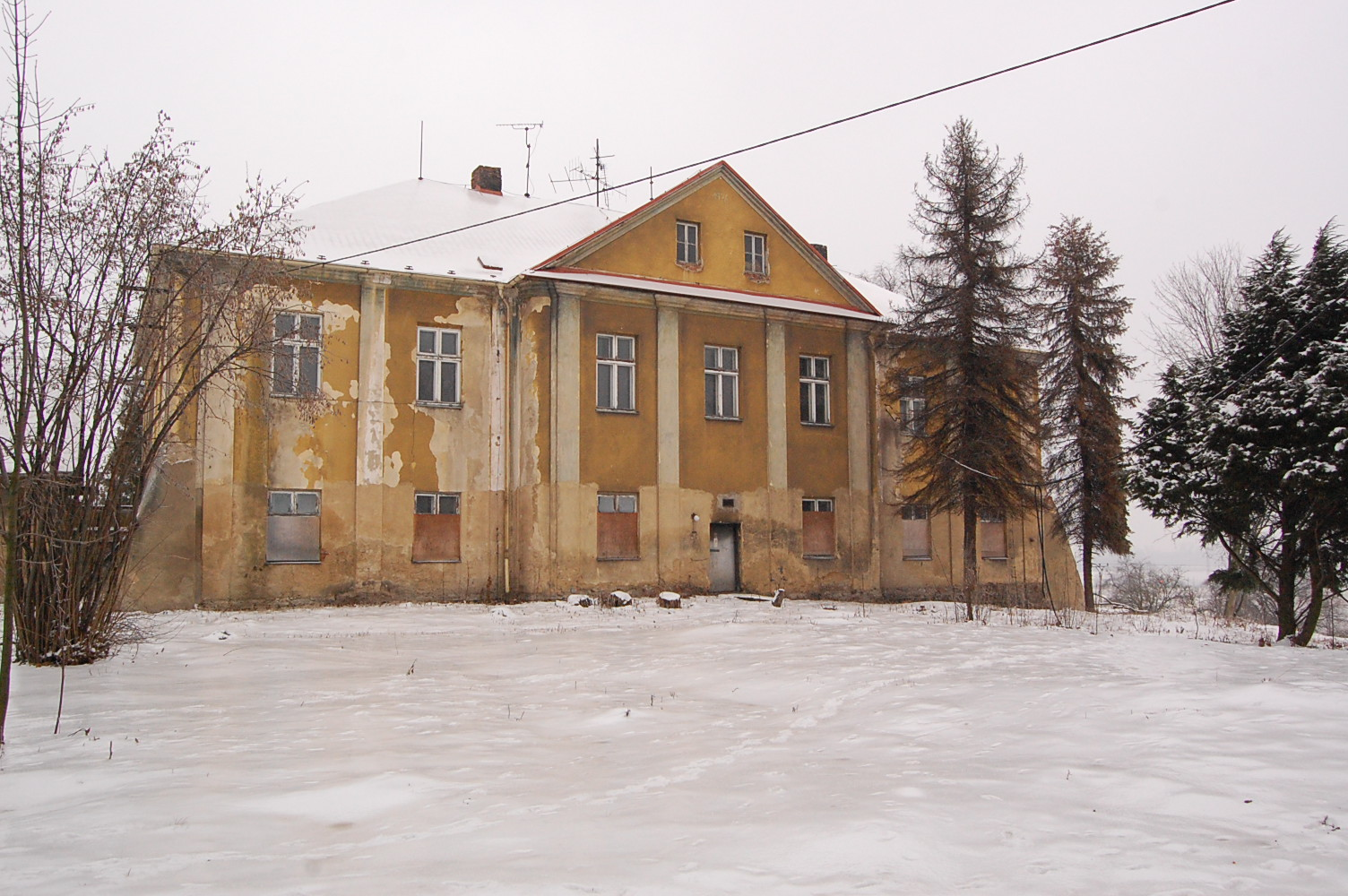
Doubrava (Karviná) pohled na barokní budovu zámku. Zahradní průčelí s mělkým rizalitem zakončené trojúhelníkovým štítem, fasády zdobeny lizénami.(2013)

Přesto se zvyšovaly počty dobytka a hlavně drobného zvířectva, jak vyplývá z tabulky 3. Můžeme to přisuzovat zvýšenému počtu přistěhovalců, kteří udržují tradici drobného zemědělství, zvláště pokud měli možnost najímat si kousky pole od majitelů dolů nebo od sedláků. Vyšší počet koní ukazuje na to, jak bylo významné povoznictví, nejen pro přepravu uhlí a stavebního materiálu, ale i k půjčování koní k polním pracím a práci koní v dolech.
V roce 1931 byla naplněna pozemková reforma. Státní pozemkový úřad přidělil obci Doubravě zbytkový statek se 101 ha za 404 000 Kč včetně budov. Ostatní pozemky, které k velkostatku náležely, ponechal Vítkovickým kamenouhelným dolům (asi 80 ha) a žadatelům jiných obcí přidělil 20,65 ha. Obec pak pronajala statek Hospodářskému družstvu pro chov dobytka v Kravařích na 15 let za nájemné rovnající se 6% kupní ceny. Velký význam včelařství v Doubravě (mimo údaje v tabulce 3) dokládá i to, že v roce 1931 včelařskému spolku státní pozemkový úřad přidělil 2,35 ha půdy. 13. března 1932 byl založen Včelařský spolek jehož přihlášení členové vlastnili na 100 rojů včel.
Mezi nejznámější sedláky patřili: Šiřina se statkem a hospodu v Dědině, Švejdovi se statkem Pod Ujalou, Široký se statkem u cihelny, Viochna s poli a lesem na Doubravském kopci a další. Zemědělstvím se živil jen malý počet obyvatel. Drobní zemědělci byli stále víc zaměstnání na šachtě. Obdělávání malých políček sloužilo k přilepšení v domácnosti nebo zabezpečení v časech krize, a také k pěstování plodin pro drobné zvířectvo. Havíři v nově vzniklých koloniích si najímali kousek půdy od sedláků nebo jim byla za nízký nájem přidělena důlním závodem.
Vazbu na drobné hospodaření můžeme zaznamenat i v padesátých létech 20. století, kdy se havíři odmítali přestěhovat do nově zbudované kolonie tzv. finských domů, protože u nich chyběly „šopky“ kůlny pro uložení zemědělského nářadí a místo pro drobné zvířectvo.

### Struktura obyvatelstva
První přesné sčítání obyvatel proběhlo v roce 1771. Doubrava měla 76 domů a 680 obyvatel. V roce 1804 klesl počet obyvatel na 494, v popisu Slezska z toho roku místní obyvatelé mluvili v řeči pohlnisch-schlesisch Jak vyplývá z tabulky 4 nejvyšší počet obyvatel je v roce 1910 a v roce 1921 Prudký nárůst počtu obyvatel v 1869 a 1880 byl zapříčiněn přílivem přistěhovalců především z Haliče. Podle rakouského sčítání lidu v roce 1910 měla Doubrava 5 660 obyvatel, z toho 5502 bylo trvale zaregistrováno, 3453 (62,8%) bylo polsky, 1911 (34,7%) česky a 138 (2,5%) německy mluvících, 5159 (91,1%) bylo katolicků, 354 (6,3%) byli evangelici, 134 (2,4%) byli Židé a 13 bylo jiného vyznání . V roce 1930 počet obyvatel začal klesat a klesal i v dalším období i přes snahu zabezpečit výstavbu nových domů viz tabulka 5.
Krátká stabilizace počtu obyvatel Doubravy byla zaznamenána po 2. sv. válce, kdy byla potřeba pracovních sil a v obci byla postavena nová kolonie. Od 70. let 20. století nastal výrazný úbytek obyvatelstva. Domy, domky, celé části obce ustoupily těžbě uhlí. Obyvatelé Doubravy začali odcházet do nových, převážně panelových sídlišť v Karviné, Orlové a Havířově. V současné době[kdy?] vlivem útlumu těžby uhlí v OKR a těžkého průmyslu, snížením počtu pracovních míst i tato města zaznamenávají úbytek obyvatelstva.

### Průmysl a řemesla
Snahu o nalezení uhlí od roku 1781 můžeme přisuzovat už Richardu sv. p. Mattencliot, ale chybí o tom písemný doklad. Hornická činnost na území Doubravy začíná tedy až písemně doloženým nálezem uhlí v roce 1822 Antonem sv. p. Mattencloit. Ten nechal pokusnou šachtu hloubit v blízkosti hranice karvinského panství. Po odkrytí 1 m ornice se tehdy objevil produktivní karbon a v hloubce 7 m slabá vrstva uhlí. Jáma byla nazvána Verschus (Pokus). V její blízkosti pak bylo vyhloubeno dalších 20 šachtic o hloubce 20 až 50 metrů. Podle dochovaných záznamů probíhala těžba zpočátku nelegálně, bez řádného povolení příslušného úřadu (Bergamtu), a až roku 1835 bylo Antonu sv. p. Mattencloit řádně propůjčeno sedm důlních měr.

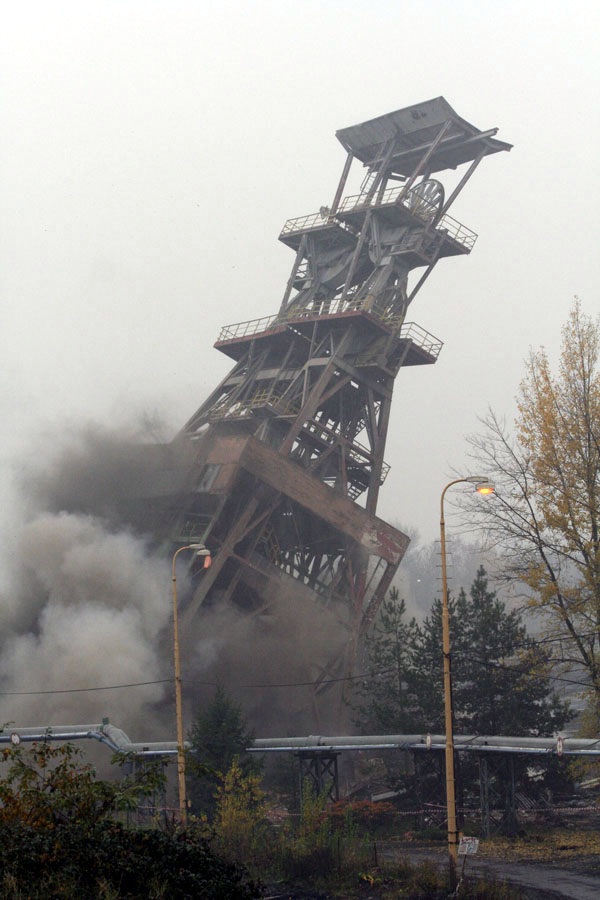
Eleonora – odstřel 2. 11. 2007

V roce 1854 byla kutací šachtice č. 1 prohloubena do hloubky 152 m a dostala název „Eleonora“; v roce 1855 byla šachtice Versuch prohloubena do hloubky 120,8 m a přejmenována na „Bettinaschacht“.
Vzhledem k vysokým nákladům na těžbu Anton sv. p. Mattencloit uzavřel smlouvu s Vítkovickým těžířstvem v roce 1836, na jejímž základě bylo ustanoveno Doubravské a Orlovské uhelné těžířstvo, které realizovalo těžbu na jámách Bettina a Eleonora. V roce 1843 podíl Antona sv. p. Mattencloit přebral S. A. Rothschild. Ten od roku 1846 pronajímal část společnosti a roku 1849 ji odkoupil a začlenil do komplexu majetků nově se formujícího těžířstva Salomona Mayera sv. p. Rothschilda.
V roce 1868 se staly doly Bettina a Eleonora majetkovým základem Doubravsko-orlovské důlní společnosti a v roce 1896 se tato společnost stala součástí Vítkovického horního a hutního těžířstva v přímém držení Gutmanů a Rothschildů. V roce 1914 byly doly přejmenovány na Oddělení Doubrava a v roce 1942 byly začleněny do státního koncernu Herman Göring Werke. V roce 1945 byly oba doly znárodněny a začleněny do Ostravsko-karvinských dolů jako Důl Doubrava.
K 1. 7. 1995 byl do té doby samostatný Důl Doubrava přičleněn k Dolu ČSA. V roce 2005 byl zahájen útlum povrchových provozů (tj. především úpravny) Dolu Doubrava. 23. října 2006 v 15,30 pak byla odstřelena skipová jáma č. 1 (Bettina). Těžba na Dole Doubrava byla ukončena 27. 4. 2007 tak, aby mohlo být ze sousedního Dolu Jan – Karel vydobyto 8 milionů tun uhlí z ochranného ohradníku Dolu Doubrava. 2. listopadu 2007 byla z povrchu zemského odstraněna věž Doubrava II.
Důl Doubrava byl z hlediska dosažené hloubky dobývání nejhlubším dolem v karvinské oblasti a hlavní těžní jáma Doubrava I měla nejspodnější, desáté těžní patro v hloubce 930 m pod povrchem. Byla však prohloubena s ohledem na plnění těžních zařízení pod úroveň 10. patra do hloubky víc než 1000 metrů.
Ve vlastnictví rodu Mattencloitů byla cihelna na parní pohon. Po odprodání majetku přešla do vlastnictví Vítkovických kamenouhelných dolů. Do roku 1929 její produkce činila 5 milionu cihel ročně. Od roku 1930 produkce cihelny prudce klesala a po 2. sv. válce její činnost zaniká. V administrativních budovách byla mateřská školka a dnes se na ploše bývalé cihelny rozkládá část DinoParku a rybník, který vznikl z bývalého hliniště.
Hlavní obživu přinášely nejen doly v Doubravě, ale i závody, koksovny, doly a další průmyslové podniky v Karviné, Lazích, Orlové a Ostravě. V 60. letech 20. století zde fungoval závod Dyhor dřevozpracující družstvo, na Doubravském kopci byl například také teletník pro chov skotu se silážními věžemi. Po ukončení činnosti v devadesátých létech byly silážní věže sneseny a začal chov brojlerů a krůt – krůtí farma.
Nejznámější byla a je pekárna Komendir. V obci do 2. světové válce stále pekla pekárna rodiny Šiřinů, kteří mimo to, že byli jedněmi z největších vlastníků půdy v Doubravě, měli i řeznictví a hospodu. Hospod bývalo kdysi celkem osm a 9. byla v hotelu u doubravského železničního nádraží. Z původního počtu zachovaly 2: v Národním domě a na náměstí, kdysi U Franka, dnes Na Rynku majitel Konečný. Nová hospoda vznikla nedaleko pekárny Komendir.
Dle výčtu kronikáře Františka Kondělky bylo v obci v roce 1927 na 150 živností.
Po 2. sv. válce mimo hospod a pekáren bylo v obci 6 obchodů s potravinami (nyní 3), provozovna řemeslných prací a další služby.

### Doprava
Obcí procházejí dvě silnice III. třídy, III/47215 Karviná-Sovinec – Kozinec – Špluchov – Doubrava – Finské domky, kde se napojuje na cestu III/47214 Karviná-Doly – Vidrholec – Orlová-Kopaniny. Autobusovou dopravu zajišťuje ČSAD Karviná a. s.
Původní cesta, kolem které vznikala Doubrava, je místní komunikací a vede ve směru Doubrava-Dědina – U cihelny – Orlová-Kopaniny. V územním plánu je návrh na její rozšíření a převedení dopravy ze silnice III/47214.
Velký význam pro rozvoj dolů měla železniční doprava. V letech 1867 byly zahájeny stavební práce na Košicko-bohumínské dráze (KBD). 1. února 1869 byl dokončen 32 km úsek Bohumín – Orlová – Doubrava – Karviná – Český Těšín. V roce 1872 byla dráha dostavěna až do Košic. Do roku 1914 byla trať zdvojkolejněna. Už 9. února 1869 byla jáma Bettina spojena železniční vlečkou, napojenou ve stanici Doubrava na nový úsek KBD Bohumín – Těšín.
Z iniciativy Anselma Rothschilda byla v létech 1870 prodloužena Báňská dráha z Michálkovic do Doubravy s odbočkami k jámám Bettina, Eleonora a Stará strojní v Lazích. Do provozu byla dána 1. září 1870. Tento úsek v roce 1886 odkoupila Severní dráha císaře Ferdinanda.
Napojením jam Bettina a Eleonora železniční vlečkou na KBD a Báňskou dráhu se výrazně usnadnil odbyt uhlí nejen do Ostravy (Vítkovických železáren, Koksovna Karolina), ale i do celé monarchie. Zvýšila se možnost i osobní přepravy za prací v regionu. Doubrava se stala důležitým dopravním uzlem.
Vlivem poddolování došlo k poklesům území, kterým zmíněné železniční dráhy procházejí, jejich neustálé opravy vedly k výstavbě přeložky Nový Bohumín – Dětmarovice – Louky nad Olší, která byla oficiálně otevřena v květnu 1963. Na tuto trať byla v roce 1963 převedena většina dopravy z původní KBD. Na staré trase Bohumín – Orlová – Doubrava – Karviná zůstal omezený provoz osobní dopravy a postupně ji nahradila silniční autobusová doprava. Železniční stanice Doubrava zůstala zachována pouze pro nákladní dopravu. Báňská dráha z Michálkovic byla na bývalou KBD napojena už v Orlové.
Dalším důležitým dopravním prostředkem byla elektrická úzkokolejná dráha Slezských zemských drah. Výstavbou spojky Bohumín – Německá (Dolní) Lutyně – Kopaniny (Orlová) – Karviná a její uvedení do provozu 31. 5. 1913 se rozšířila možnost přepravy zboží a osob. V Doubravě byly vybudovány tyto zastávky ze směru Karviná: Pohraniční kolonie (Finské domky) – Obec Doubrava (Svět loutek) – Vidrholec (Vrcholec) – Jáma Bettina (Důl Doubrava) – Orlová-Kopaniny. Pro míjení tramvají zde byly výhybny a to u pekárny Komendír a Důl Doubrava. Opět vlivem důlní činnosti došlo k poklesům a následně k častým opravám drážního tělesa. Úzkokolejná trať byla postupně zkracována. Nejdříve v rozsahu Karviná – výhybna v Doubravě 17. 4. 1964. Doubrava – Kopaniny – Dolní Lutyně – Bohumín 18. 7. 1966 a nakonec byl v provozu úsek Dolní Lutyně – Bohumín do 15. 1. 1971. I tato doprava byla postupně nahrazena dopravou autobusovou, která se snáze vyrovná s terénními nerovnostmi.

### Spoje

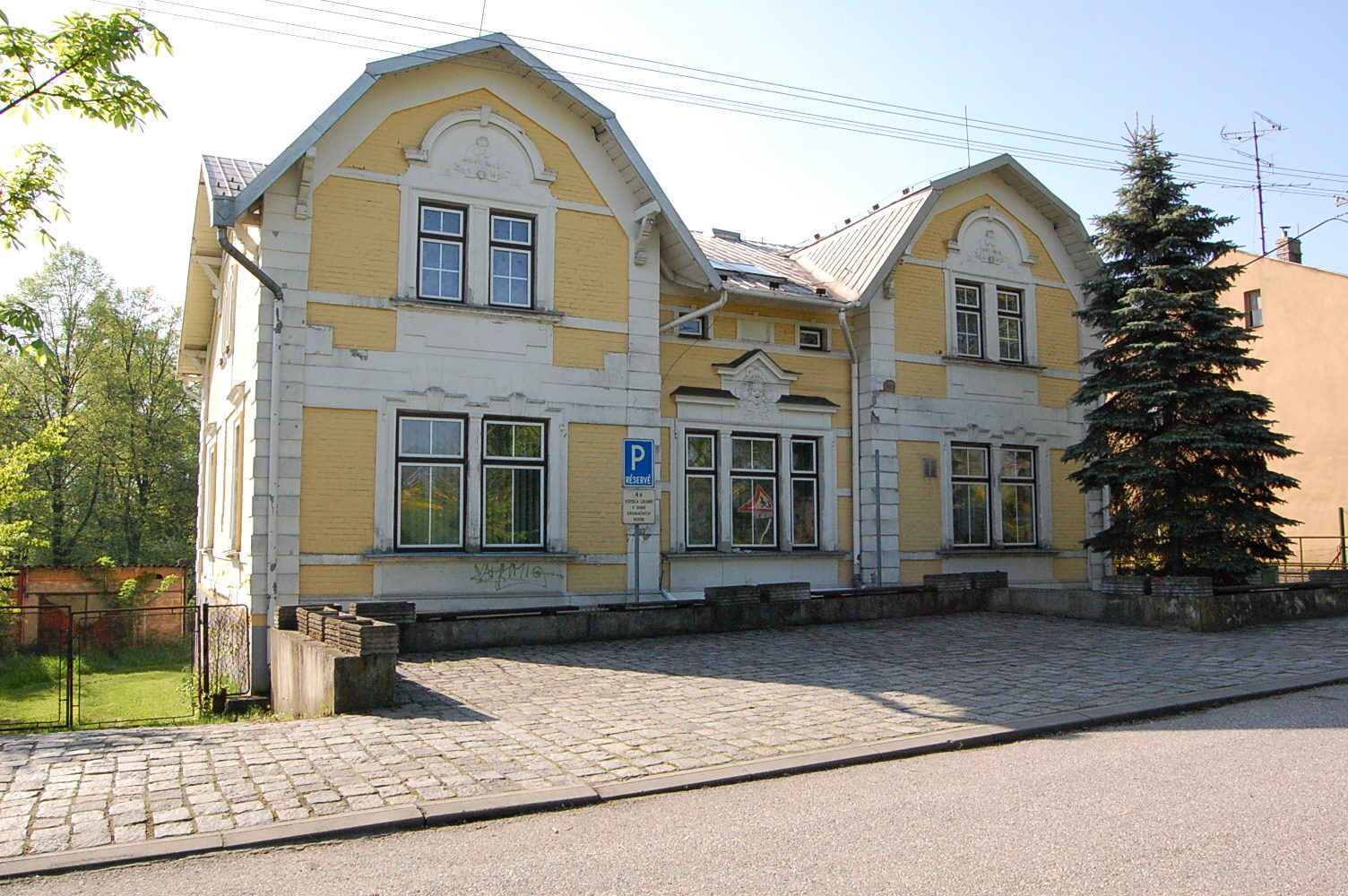
Doubrava č.p. 444, dřívější pošta. (2013)

Dne 15. října 1894 na základě přípisu 52081/1894 byla v Doubravě zřízena poštovní služebna, která byla rozhodnutím 5407/1895 proměněna na poštovní úřad. Poštovní úřad byl otevřen 14. května 1895 v domě č. p. 111 v blízkosti nádraží. Dne 1. 9. 1943 byl úřad přemístěn do středu obce do budovy č. p. 444 a od března 1951 se nacházel v budově č. p. 476. Poštovní úřad byl 30. 6. 1951 přestěhován do místnosti po zrušeném jednatelství spořitelny v budově č. p. 600, kde je dosud.
V červnu 1929 byl uveden do provozu radio-vysílač v Moravské Ostravě. Doubrava měla před vysíláním 60 radioamatérů, koncem roku 1929 už na 150. V roce 1930 bylo registrováno 233 předplatitelů rozhlasu a v roce 1931 už 248. Telefonní spojení zajišťoval 1 veřejný telefon na poště a 14 soukromých telefonů.

### Školství
První školou byla dřevěnice z roku 1842 č. p. 81, která dosud stojí. Vyučovat se začalo v roce 1850 se v českém jazyce.

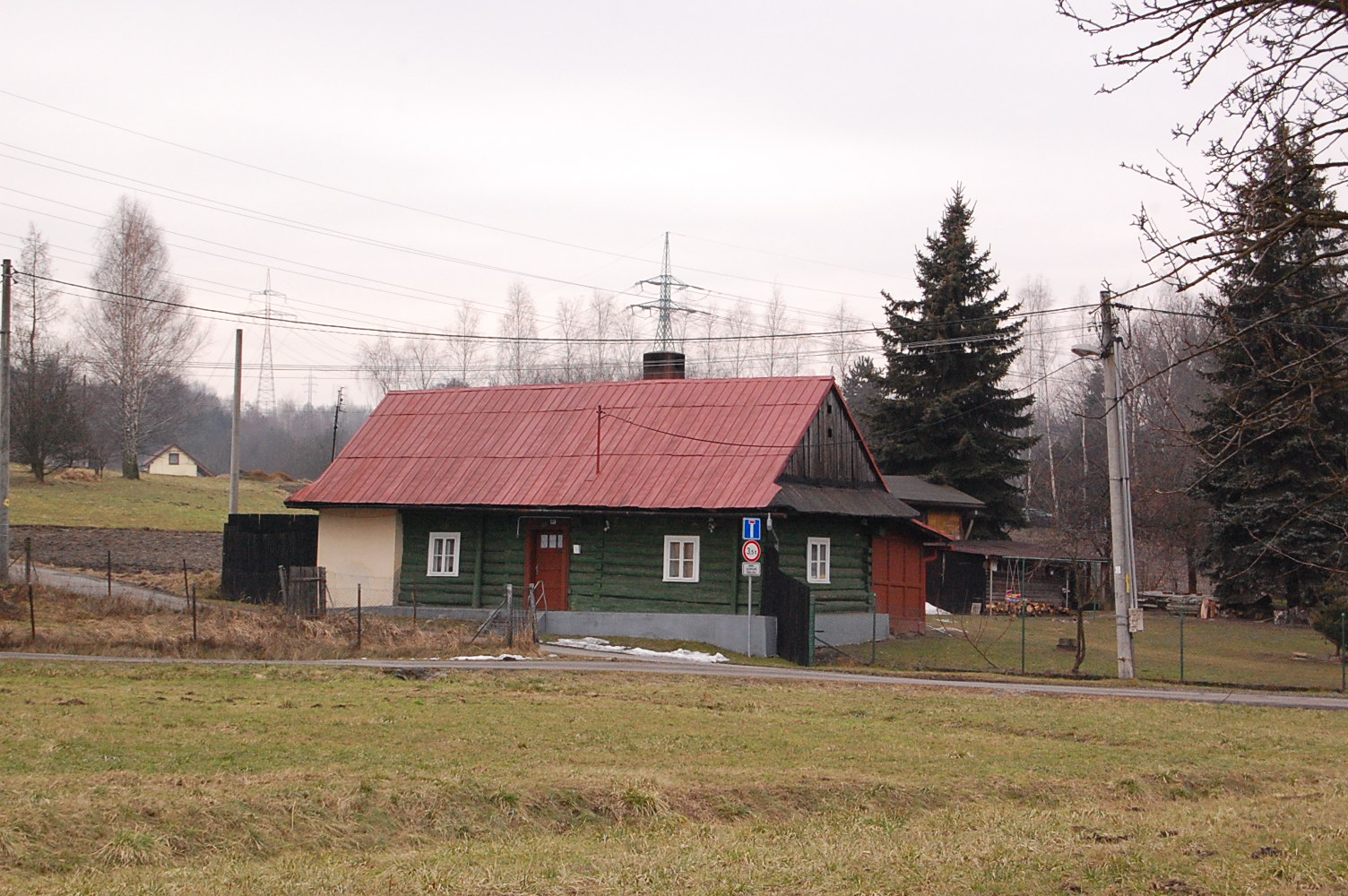
Doubrava č.p. 82. První škola v Doubravě. Výuka zahájená v roce 1850 v českém jazyce. (2013)

V letech 1872–1874 byla založena soukromá závodní škola Vítkovických dolů tj. Bettina a Eleonora, pro děti svých zaměstnanců. Tato jednotřídka byla umístěná naproti nádraží v Doubravě v domě č. p. 104 vedle pošty. V roce 1875 se vyučovalo v domku na náměstí (dnes restaurace p. Konečného), kde po rekonstrukci byly i byty pro učitele a obecní kanceláře. Škola byla jednotřídní. V roce 1898 byla postavena „Jubilejní škola císaře Františka Josefa I.“ u kostela. (Dnes budova domu s pečovatelskou službou).
V roce 1900 vlivem přistěhovalců především z Haliče vzrostla negramotnost, počet analfabetů stoupl na 32 %. Tato skutečnost vyžadovala nové školy a také řešení národnostních sporů. V roce 1906 se vyučovalo v nové české školní budově tzv. červené. V roce 1910 byla stavitelem M. Kabátem postavena školní budova zvaná „měšťanka“, původně jako polská Szkola wydzialowa, kde probíhala výuka důlních techniků – štajgrů (polsky sztygar – "szkoła sztagarow"). V této budově probíhá výuka dosud.
S odlivem obyvatel z Doubravy klesal počet žáků tak, že během následujících let se z kdysi plně organizované školy stala malotřídka s pouhými dvěma třídami, 30 žáky a dvěma učiteli. Po osamostatnění obce v roce 1993 se podařilo obnovit výuku natolik, že z dvoutřídky se opět vyučovalo takřka ve všech ročnících.
České školky bývaly v Doubravě tři (u cihelny, na Vrchovci a v centru obce v budově tzv. Domu mládeže).
V Domě mládeže byla rovněž školní družina, knihovna a sál s jevištěm, který se v době Beatlemánie otřásal v rytmu místních skupin jako Spiders, Hrobaři, Juventus Club apod.
V Doubravě žije i polská menšina, která zde dříve měla i svou mateřskou školku a 1. až 5. ročník základní školy.
26. srpna 1928 byla otevřena budova polské školy Dom Macierzy szkolnej. Stavitelem byl mistr zednický a tesařský Karel Kraus z Doubravy. Do té doby se vyučovalo v domě č.p. 233 na hranicích s Dětmarovicemi. Každoročně byl pořádán „Běh napříč Doubravou“ s účastí mnoha škol okresu Karviná

### Sport
Sportovní vyžití se ve velké míře odbývalo na fotbalovém hřišti TJ Baník Doubrava-střed, kde byl na místě bývalého (kdysi i závěsnými svítidly osvětleného) kluziště zbudován tenisový kurt, který nyní slouží už pouze pro nohejbal.
V zahradě Národního domu bývaly ještě v 70. a 80. letech minulého století 2 volejbalové kurty, které byly upraveny z původní plochy cvičiště pro hromadná vystoupení cvičenců původního Sokola Doubrava, poté TJ Baník Doubrava.

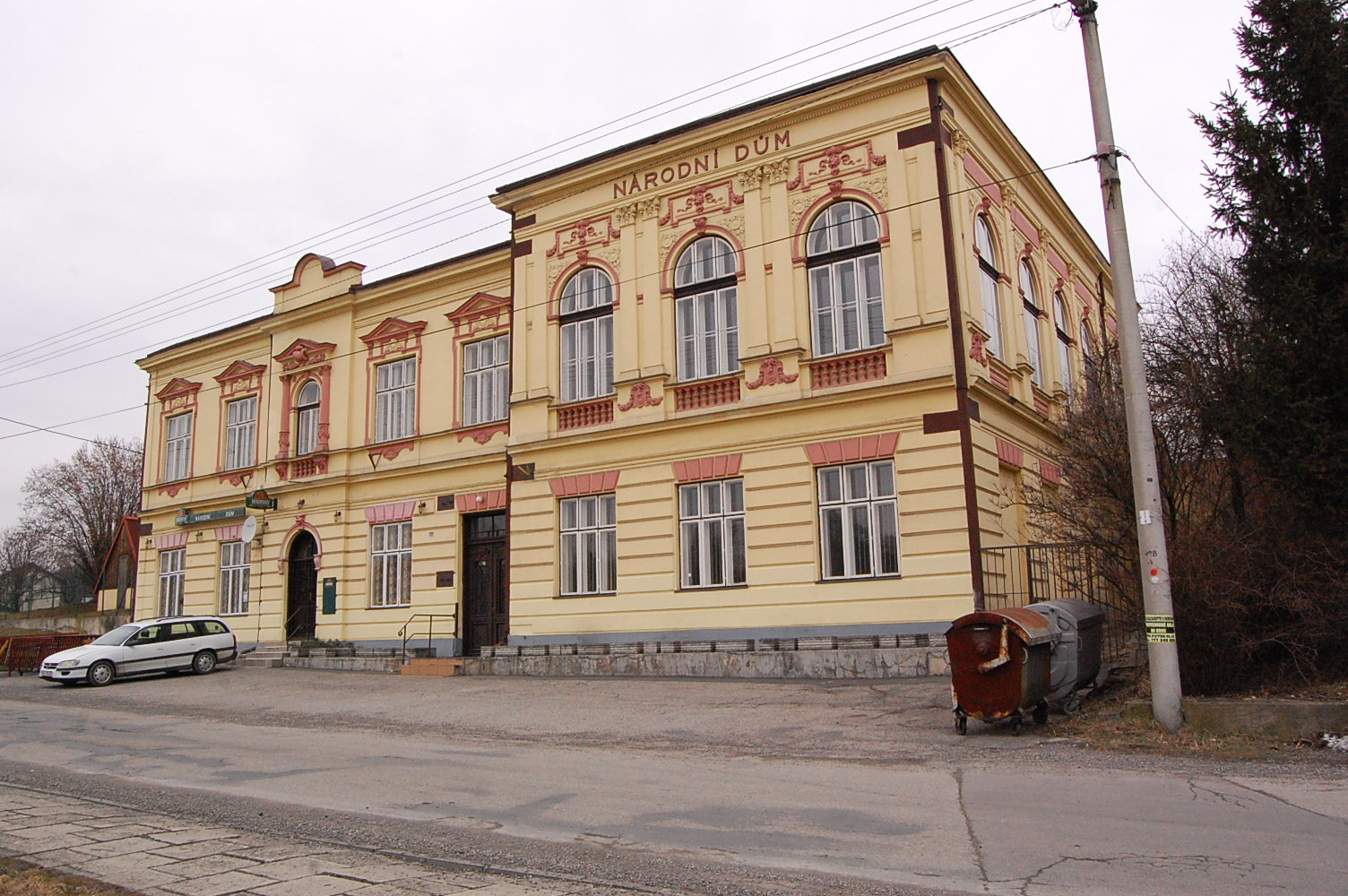
Doubrava, secesní budova Národního domu. (2013)

V sále Národního Domu trénovali místní stolní tenisté pod vedením obětavého pana Niesyta a docházel sem na trénink i tehdy sedmý hráč Československého žebříčku Vlčko, který byl zaměstnancem Dolu Doubrava.
V prostorách Domu mládeže byla i tělocvična, v níž byly položeny základy kulturistiky nejen v rámci Severomoravského kraje, ale možno říci i v rámci celé ČSSR. František Škorpík byl dokonce ve své době i přeborníkem republiky a se svým bratrem Romanem se staral o líheň kulturistických talentů ze širokého okolí.
V obci dosud funguje malebné koupaliště, kde v létě bylo vždy živo po celý den a někdy i po setmění.
Fotbalový klub TJ Baník Doubrava-Střed býval líhní talentů pro divizní klub Doubrava Kopaniny, poté přejmenován na TJ Slavia Orlová a pro TJ Baník Karviná.
Doubravské náměstí bylo místem, kde se jako na jednom z prvních v širokém okolí konaly vždy na 1. máje odpoledne pravidelné motokárové závody, jichž se zúčastňovali i žáci zdejší ZDŠ na motokárách s motorem o objemu do 50 cm³. Motokáry si žáci pod vedením technického všeuměla pana Jana Slonky sami montovali a byli v tomto směru jediní v kraji.
Snad jako perličku lze uvést, že ještě po II. světové válce bývalo v Doubravě i sportovní letiště, odkud se pořádaly vyhlídkové lety a kde přistávaly cvičné větroně, které startovaly pomocí navijáku z Doubravského kopce. Letiště se nacházelo na tehdy holých loukách, přibližně tam, kde byly rybníky, nyní změněné na usazovací nádrže uhelných kalů. Dnes mohou z kopce startovat příznivci paraglidingu.

### Historie a historicko-společenské události
Na začátek této kapitoly snad zkrácená jedna legenda o zbojníkovi Ondrášovi a jeho druhu, který jej zradil, Jurášovi. Legenda je z časů povstání sedláků na Těšínském panství. Když Juráš byl pod šibenicí, zvolal silným hlasem: Je tady někdo z Doubravy? Po třetím zvolání, když se nikdo nepřihlásil, vytáhl Juráš klíče od pasu a hodil je daleko od sebe, těch se zmocnil černý pes a utekl s nimi neznámo kam. Byly to klíče od doubravského pokladu. Vyprávělo se, že je ukrytý v lese Grychťoku, který byl oblíbeným výletním místem.
Mezi významné události nepochybně patří výstavba kostela sv. Hedviky v roce 1898. Doubrava patřila pod farnost v Orlové. Z důvodů velké vzdálenosti a malé kapacity tamějšího kostela, žádali doubravští farníci o výstavbu kostela v Doubravě. Pozemek k výstavbě nového kostela daroval Richard sv. p. Mattencloit-Ubelli. Stavbu pseudorománského kostela navrhl a prováděl architekt Bedřich Fulda z Těšína. Základní kámen byl posvěcen 30. září 1894 a výstavba pokračovala až do roku 1898, náklady činily 90 000zlatých. Do věže kostela byly zavěšeny tři bronzové zvony. Vysvěcen byl 15. října v den svátku patronky Slezska sv. Hedviky (Hedvika Slezská). Na žádost doubravských farníků se kostel stal farním a obec Doubrava samostatnou farností.
Během 1. světové války (1916) byly dva zvony sneseny a odevzdány armádě. Nové dva zvony byly vysvěceny v roce 1925. V březnu 1942 všechny tři zvony byly opět sneseny a rekvírovány. V březnu 1940 vyšel v Německu zákon o čtyřletém hospodářském plánu na shromáždění neželezných kovů, jehož realizací byl pověřen Hermann Göring. Jelikož doubravské zvony odpovídaly kategorii „A“ – zvony bez větší hodnoty, byly automaticky určené k dalšímu zpracování. Z okupovaných Sudet a Protektorátu Čechy a Morava putovaly zvony do sběrných míst např. v Ostravě. Zvony z dobytých území (včetně území zabrané Polskem v roce 1938) putovaly přes Polsko (pravděpodobně Ratiboř a Vratislav) do Hamburku. Zvonovina se především používala k výrobě částí odolných mořské vodě (lodní šrouby, pláště ponorek ap.). Nové bronzové zvony byly zavěšeny až v roce 1947.
Přílivem nových obyvatel za prací nastaly významné změny v národnostním složení, sociální struktuře i náboženském vyznání. Střety se nevyhýbaly kostelu (spory o kázání v českém nebo polském jazyce) ani škole. Od roku 1883 se vyučovalo polsky, česko-polsky i česko-polsko-německy. V roce 1899 vznikl polský spolek Jedność. Češi v roce 1902 založili Matici osvěty lidové a 1903 bylo otevřeno středisko společenského a kulturního dění Národní dům.
V roce 1906 Doubravu navštívil rakouský mocnář císař František Josef I. Jako host hraběte Larische sledoval na severní straně jámy Bettiny malé vojenské cvičení.
Význam obce stále stoupal s jejím rozvojem a tak v roce 1908 byla Dombrova povýšena na městys.
Vypuknutím 1. světové války se situace v Doubravě zhoršovala. Civilní správa postupně přešla pod vojenskou, byla prodlužována pracovní doba na šachtě. Nejhorší situace nastala koncem války ve zvyšujícím se nedostatkem potravin, který v roce 1916 vyvrcholil rabováním obchodů za nečinného přihlížení policie.
Počátky nové republiky byly provázeny především spory o Těšínsko mezi Polskem a Československou republikou. Polská vláda do svých nároků zahrnovala i Doubravu. Spor přerostl v sedmidenní válku v lednu 1919. Československo a Polsko se podrobily rozhodnutí konference dohodových velvyslanců, které proběhlo 28. července 1920 v belgickém Spa. Konference velvyslanců přiřkla na Těšínsku Polsku území severně od řeky Olzy. Na Těšínsku obdrželo Polsko 89 obcí s 137 000 obyvateli a v Československu zůstalo 122 obcí s 297 000 obyvateli. Rozhodnutím velvyslanecké konference ve Spa nebyl spor mezi Československem a Polskem ani zdaleka ukončen.
V roce 1922 byl Dombrové potvrzen status městyse a 16. září 1923 se uskutečnily v Dombrové (Doubravě) první volby do zastupitelstva. V roce 1924 byla Dombrová přejmenována na Doubravu. Pro Husův sbor (Církev československá husitská) byl postaven kostel a slavnostně otevřen 4. listopadu 1928. Projekt a stavební práce provedl Čeněk Volný, stavitel z Doubravy.
Mezi nejvýznamnější události Doubravy řadíme návštěvu presidenta republiky T. G. Masaryka. Jeho podpis je v Kronice městyse Doubravy s datem 6. června 1930 na straně 63.
Dle dobových záznamů v Doubravě slavili kromě církevních svátků hlavně v meziválečném období také 1. máj, 6. července upálení Mistra Jana Husa, 28. října vznik Československé republiky nebo narozeniny T. G. Masaryka. Během roku byl v Doubravě čilý společenský život. Např. v roce 1928 bylo 33 plesů, 61 tanečních zábav a 36 ochotnických divadelních představení nebo v roce 1929 bylo 24 plesů, 58 tanečních zábav na 25 ochotnických divadelních představení.
První promítání filmů se uskutečnila v Königstenově hospodě než bylo 25. 12. 1928 otevřeno kino Slávia, jehož obliba byla velká. Výnosy ze zábavy z kina představovaly skoro 50 % z celkových odvodů. Vzrůst společenského dění brzdila nastupující krize v roce 1930 a následně zhoršující se mezinárodní situace.
Po vzoru Francie bylo rozhodnuto vystavět opevněnou hranici s Německem. Proti nenadálému útoku Německa přes Polsko byly vybudovány lehké objekty tzv. řopíky. Linie vedla v podstatě podél řeky Olše z Bohumína až za Třinec. Výstavbu řídilo velitelství IV. sboru v Olomouci. Okrajem Doubravy procházela část úseku XVII Dětmarovice (Koukolná). Zadání stavebních prací bylo svěřeno 18. září 1937 firmě Ing. Rudolf Kaulich z Moravské Ostravy. Z celkového počtu 31 lehkých objektů na tomto úseku se dochoval pouze jediný, který je v řečišti řeky Olše a je nepřístupný.
10. října 1938 byla Doubrava obsazena Polskem. 12. října skončilo vyučování v českém jazyce, české spolky byly rozpuštěny, jejich majetek zabaven a přidělen polským spolkům. Z Doubravy bylo vyhoštěno 1100 osob. 2. září 1939 pak Doubravu okupovalo Německo. Po třídenních bojích o Doubravský kopec 3. května 1945 jednotky Rudé armády osvobodily Doubravu.
Po osvobození je Doubrava opět významnou obcí, která hlavně zabezpečovala uhlí pro republiku. V padesátých létech proběhla zemědělská kolektivizace, vzniklo JZD Doubrava, které bylo v roce 1957 začleněno do Báňských staveb OKR a tím také zaniklo. Samostatnost obce skončila 1. 10. 1974, kdy Doubrava byla rozhodnutím tehdejšího OV KSČ připojena k městu Orlová jako její 5. obvod. Obec byla zahrnuta do tzv. žluté zóny – vliv poklesů terénu z důvodů těžby uhlí – v důsledku toho nastal útlum bytové výstavby a obyvatelstvo bylo směrováno do sídlišť v Orlové, Havířově a Karviné.
Doubrava žila bohatým kulturním a spolkovým životem. Po 2. sv. válce opět fungovalo unikátní Divadlo Svět loutek, ochotnický spolek při ZDŠ Doubrava vedený nezapomenutelnou učitelkou paní Marií Mazáčovou.
Další akce byly v podobě plesů a zahradních slavností všech spolků a organizací působících v obci. Plesy se odbývaly zejména v dosud stojícím Národním domě a také v již neexistující velké klubovně svazu zahrádkářů. Plesová sezóna v tak malé obci byla nezvykle bohatá, neboť kromě tradičního školního plesu, pořádali plesy i zahrádkáři (ČSSZ), chovatelé (ČSCHDZ), požárníci (ČSPO), Polský kulturně osvětový svaz (PZKO) a nakonec vždy bývaly šibřinky, které pořádala místní tělovýchovná jednota TJ Baník Doubrava-Střed.
Opětné nabytí samostatnosti nastalo 24. listopadu 1990. 15. července 1993 byl rozhodnutím předsedy Poslanecké sněmovny Parlamentu ČR č. 10 udělen Doubravě obecní znak – zlato-modře polcený štít, v pravé polovině půl slezské orlice, v levé stříbrný vykořeněný dub a nad ním stříbrná hornická kladívka. Modrý list současně schváleného obecního praporu nese znamení bílého dubu.

## Urbanisticko-architektonická skladba sídla

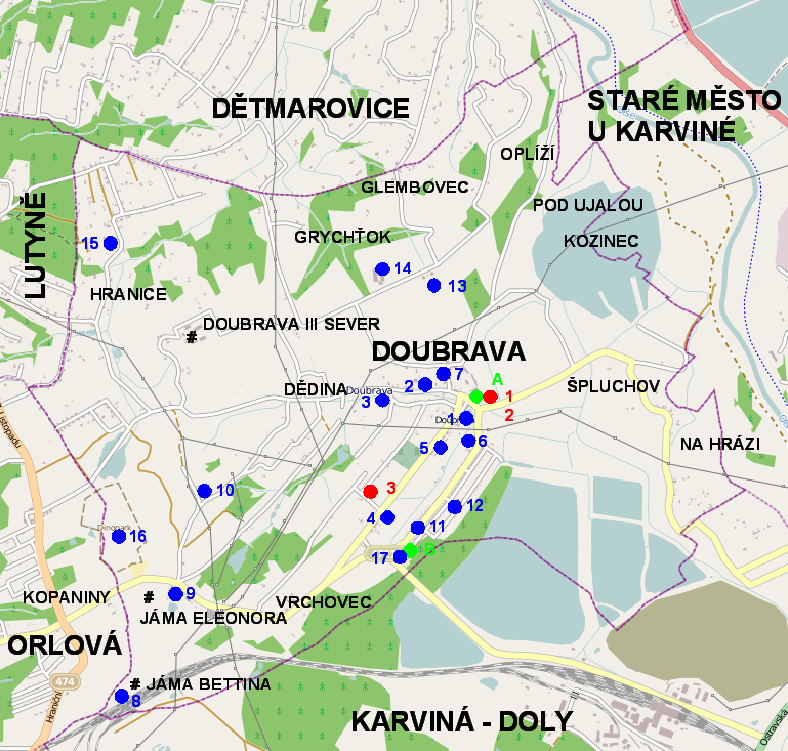
Doubrava, okres Karviná, mapa katastrálního území 1:30 000. Kulturní památky: 1. Zámek, 2. Socha sv. Jana Nepomuckého, 3. Kostel Husova sboru Církve československé husitské; Přírodní památky: A. památný dub u náměstí, B. památný dub u Finské kolonie; Ostatní objekty: 1. kostel sv. Hedviky, 2. Národní dům, 3. dřevěnice z roku 1842, první česká škola (1850), 4. škola, 5. školka, 6. koupaliště, 7. hasičská zbrojnice, 8. kolonie Mexiko, 9. Úřednická kolonie, 10. Šimíčkova kolonie, 11. Nová (Bílá) kolonie, 12. Finská kolonie, 13. vodojemy, 14. krůtí farma, 15. Dyhor, 16. Dinopark, 17. pekárna Komendir

Původní obec vznikla podél potoka Doubravy a cesty, která vede do Orlové. Dřevěnice byly na okrajích polí a políček. Mattencloitové v druhé polovině 18. století vystavěli zámek, čímž byl dán základ pozdějšího centra obce. Postupnou výstavbou pseudorománského kostela sv. Hedviky v roce 1894 se začal rýsovat základ náměstí. Vedle kostela byla postavena nová školní budova (1898), naproti kostelu radnice (1925). Mezi kostelem a zámkem byla postavena budova první školy (rekonstrukce 1875) později obecní hostinec, který byl v roce 1926 prodán panu Frankovi za 180 000 Kč, nyní restaurace pana Konečného. K hostinci byla přistavěna budova kina Slávia (otevřeno 1928).

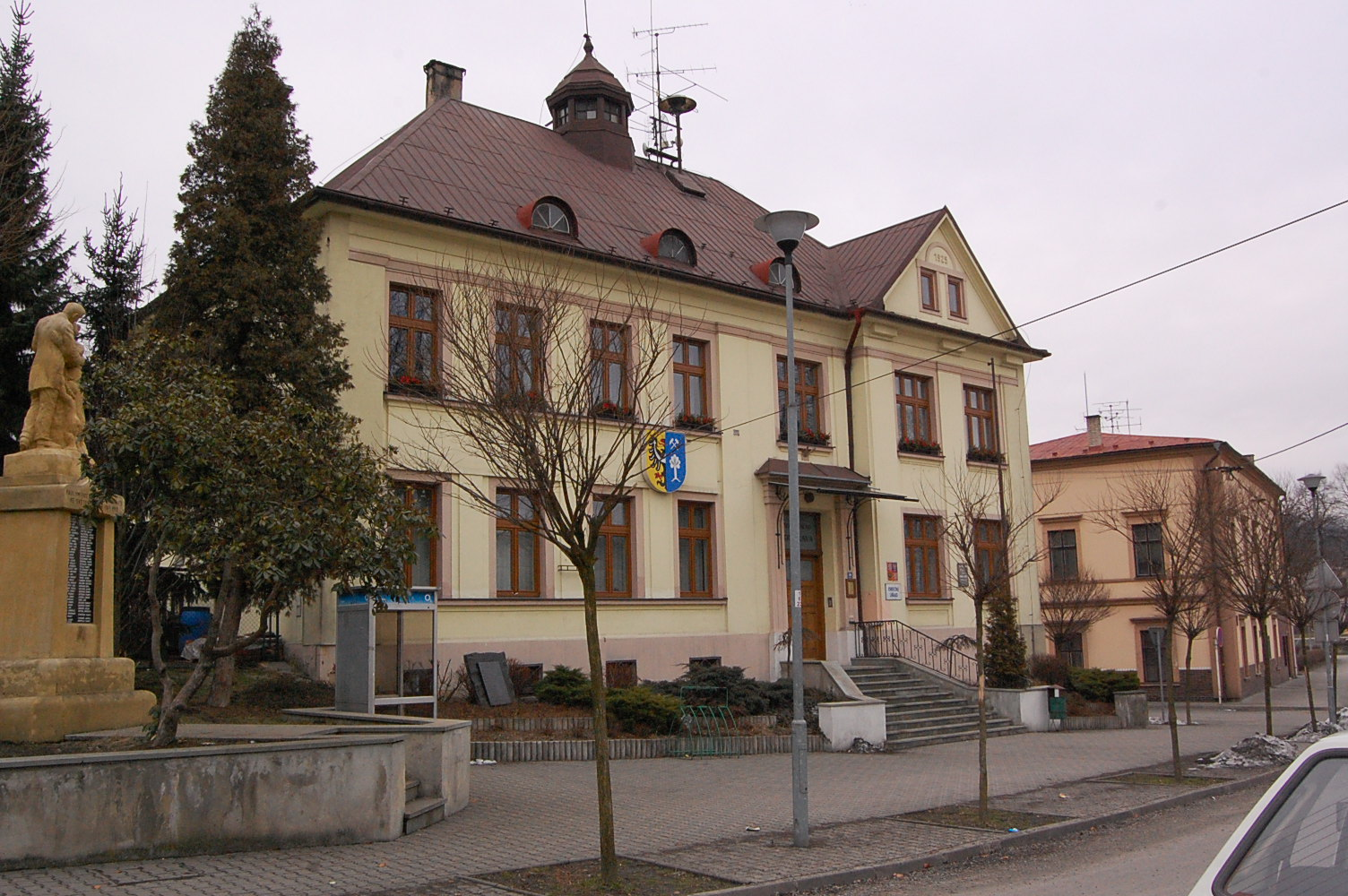
Doubrava (Karviná) zleva : památník obětem 1.sv. války, radnice a bývalá hospoda "U Franka" dnes Na Rynku. (2013)

Naproti této řadě byla postavená řada patrových domů, které měly v přízemí obchody. Tak kolem malého rybníka vzniklo obdélníkové náměstí, jehož konečná podoba byla utvářena za 2. sv. války, kdy byl rybník zasypán a na jeho místě byl vybudován malý park s vodotryskem. Plocha parku se postupně měnila až do současné podoby. Dominantou tohoto centra je kostel.
Postavením Národního domu u silnice vedoucí k Orlové mimo centrum obce vzniká místo pro společenské a kulturní vyžití. Za budovou Národního domu byla zahrada a cvičiště pro členy Sokola. V padesátých a šedesátých létech 20. století tyto plochy sloužily i jako místo Letních slavností tzv. radovánek – organizované tělovýchovné vystoupení škol a zájmových organizací nebo ukázkám nacvičování Spartakiády. V sedmdesátých létech 20. století se zde nacházely tenisové kurty.
Výstavbou dolů Bettina (1854) a Eleonora (1855) byl položen základ průmyslového areálu. Obě jámy tvořily tzv. Oddělení Doubrava Vítkovických kamenouhelných dolů. Modernizací provozu, výstavbou nových vysokých těžních věží dostávala krajina nový industriální prvek.
Jihozápadní část Doubravy byla zastavěna objekty Košicko-bohumínské dráhy, protkána kolejišti KBD, báňské dráhy a příslušných vleček a seřadišť vagónů. Železnice urychlila rozvoj zprůmyslňování obce. Urbanizační růst se značně zrychlil hlavně v závěru 19. století a na přelomu 19. a 20. století. K zabezpečení stabilizace pracovní síly byly postaveny hornické kolonie. Na výstavbě se podílely jak doly tak i soukromí stavebníci. V Doubravě jsou jak byty pro havíře tak i pro jiné zaměstnance např. železničáře. Nové kolonie jsou i mimo dosah kostela, škol i společenského a kulturního centra Národního domu. Nevytváří jeden komplexní celek, ale několik významných lokalit.
Po 2. sv. válce byly ještě postaveny tzv. finské domky na dobu 15 let, ale od roku 1962 je výstavba omezována v důsledku intenzívní těžby uhlí. A v roce 1964 byla obec zařazena do IV. kategorie v níž nebyla povolena výstavba nových domů. Stávající domy jsou sklešťovány nebo zbourány (23 domů v r. 1961, 24 domů 1962 …).

### Kolonie Mexiko
Nejstarší ze čtyř hornických kolonií bylo „Mexiko“. Byla vklíněná do nevelkého prostoru mezi těžní jámou Doubrava I. (Bettina) a nádražím Doubrava KBD v jihozápadním cípu Doubravského katastru na samé karvinsko-orlovské hranici, nedaleko Lazů. Kolonie byla postavena někdy v letech 1859–1860 majiteli domů. První tři domy byly ještě dřevěné ostatní zděné z pálených cihel s šindelovou střechou. V původních domcích pro havíře byly 4 bytové jednotky a pro úředníky jen dvě. Domky byly sestaveny ve 4 řadách. V 1. řadě nejblíže KBD bylo 9 domků, v 2. řadě 10, ve 3. řadě 7 a ve 4. řadě 4 domky. Blíže šachtě byly závodní pekárna s udírnou a mandlovna. Domy byly nepodsklepené, s jednou obytnou kuchyní (6,00 x 5,50 m) se sporákem z cihel a jedním oknem, malou vstupní předsíni (2,1 x 1,50 m), ze které se vcházelo do obytné kuchyně a spíže. Na štítové stěně každého domku byly přistavěny dřevěné „šopky“ (kůlny) pro uskladnění uhlí a dřeva na zimu a také chlívek a záchod. Zahrádky mezi dvory byly rozděleny mezi nájemníky a oploceny.
Pro vodu se chodilo do dvou studní vybavených okovy na protilehlých koncích kolonie. Za 45 let existence kolonie do 1. sv. války byla na domech vyměněna jen krytina, kdy původní šindel byl překryt dehtovou lepenkou. Tenkrát domy byly už tak sešlé, že je nebylo možné opravit a musely být zbourány. V roce 1910 byly přistavěny 3 nové domy a také o rok později zahájená renovace a přestavba domů. V prvních dvou řadách domů je celá stavba zvednuta o 120 cm, v každém domku jsou jen dvě bytové jednotky. Staré obytné kuchyně byly zasypány až na přilehlé komory, z nichž vznikly sklepy, a na starém zdivu byla provedena nástavba. Byt pak obsahoval kuchyň s komorou, v níž byly schody do sklepa a na půdu, a pokoj, který byl o plochu komory větší než kuchyně. Do předsíněk, které byly ponechány na jedné straně domku, byly umístěny záchody (suché) a vchody do domku byly z boku. Kůlny byly postavené u domků již z cihel a obyvatelé si je doplňovali jednoduchými dřevěnými přístavky.
Vodovod nebyl zaveden ani při této přestavbě. Byla však zřízena kanalizace a na studnách nainstalovány železné pumpy. Tekoucí voda byla zavedena až v roce 1918 do výtokových stojanů na ulici tzv. ťurčků.
Kolonie Mexiko nebo také Mexyk, byla výjimečná i tím, že v ní byla první závodní škola v Doubravě v domě č.p. 104, byla zde zřízena první pošta v domě č.p. 111 (1889), kterou přemístili do středu obce v roce 1942. Tady byla udělena první rozhlasová koncese v Doubravě panu Willerthovi (č. p. 121). Také zde bydlel (1901–1915) zakladatel
Sokola na Orlovsku, náčelník a starosta Sokola v Doubravě a spoluzakladatel legií v Itálii Jan Čapek (1876–1918), který padl v Itálii a je pohřben současně s legionáři padlými při československo – polské válce o Těšínsko. Bydlel zde kádr kvalifikovaných řemeslníků, kteří museli být kdykoliv po ruce.
Mezi dalšími budovami naproti nádraží Doubrava můžeme najít i hostinec, který postavil v roce 1868 žid David Königstein, ve kterém byl sál a jeviště. V roce 1910 hospodu odkoupily Vítkovické kamenouhelné doly a budovu, sál s jevištěm byly rozšířeny a hostinec adaptován na „Závodní hotel“ (Werkshotel).
Proti poslední řadě domů kolonie Mexiko, vlevo od silnice vedoucí od nádraží na jámu Bettina, bylo dětské hřiště, které před 1. sv. válkou bylo zrušeno a na jeho místě postavena kasárna pro ubytování pracovníků, kteří do práce dojížděli ze vzdálenějších míst. Budova byla postavena z režného zdiva s rovnou střechou. Za první světové války zde byl umístěn Kohlenkader – Uhelný kádr No. 8 složený z opavských občanů (Landwehr Infanterie Regiment, Ersatz-Battalion – Cadré NRO 15 in Troppau) a pro posílení těžby v dolech 200 ruských zajatců.

### Kolonie Dozorecká nebo také Úřednická kolonie

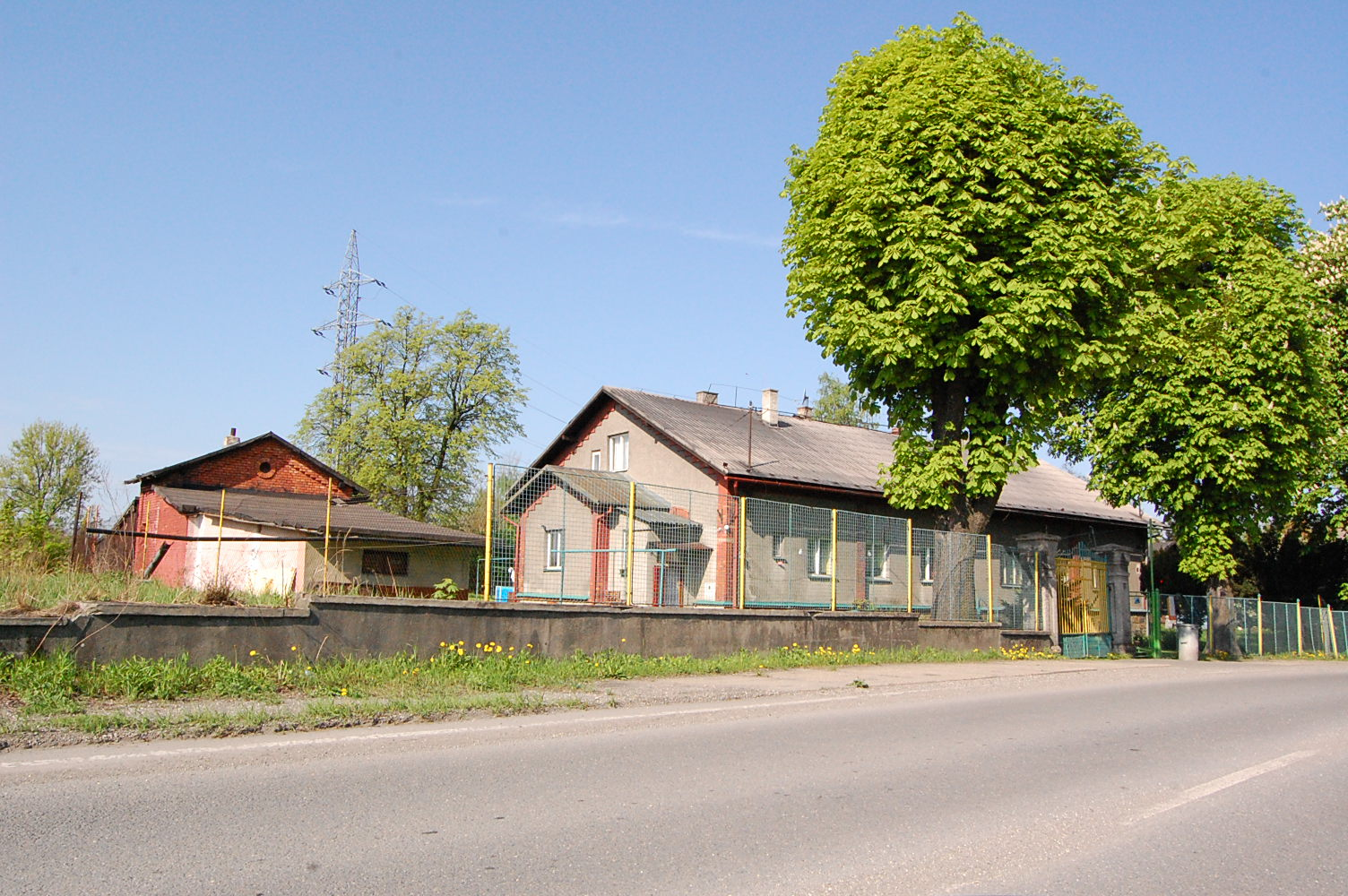
Doubrava Úřednická kolonie čp. 483

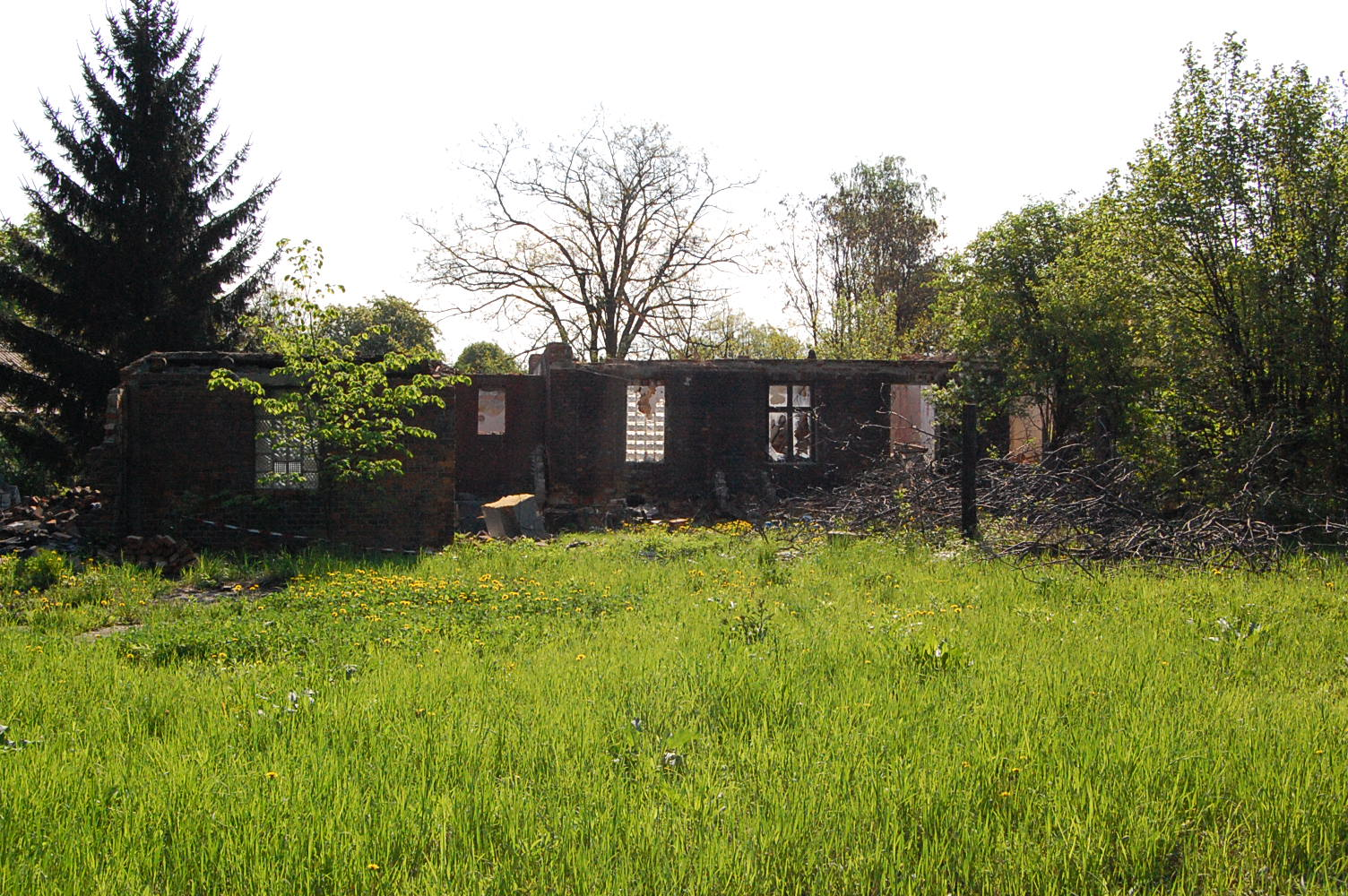
Doubrava (Karviná) Úřednická kolonie, demolice domu č.p. 318. (2013)

Další kolonií na území Doubravy byla osada, postavená v roce 1895, nazývaná Dozorecká podle ubytovaných úředníků (dozorců) dolů Bettina a Eleonora. Měla původně 4 domy úřednické s 8 byty a stála u vjezdu na Důl Doubrava. Hned na ni navazovaly 3 domy u silnice (č. p. 421, 482, 146) asi pro vyšší techniky. Za nimi stála Vitáskova vila č.p. 516 a kousek níže u silnice k zadní bráně Dolu Doubrava stály ještě dva domy stejného typu jako v Dozorecké osadě (č. p. 511, 512). Naproti přes cestu byly ještě 3 domy (č. p. 227, 228-147, 145). Tyto úřednické domy byly, oproti jiným, vybaveny tekoucí vodou na chodbách uvnitř domů a splachovacím záchodem.
V této osadě bydlel horní rada Ing. Eduard Hořovský (1831–1898), jehož osobě byla věnována pamětní deska na bludném balvanu v zahradě domu č. p. 226. Bludný balvan s pamětní deskou byl zničen 10. 10. 1938 při okupaci polským vojskem.

### Kolonie Šimíčkova
Kolonie Šimíčkova nesla svůj název po staviteli prvních domů z roku 1897 Šimíčkovi. V kolonii bylo celkem 20 domů s 55 byty postavených v období 1897 až 1912. Kolonie se nacházela mezi jámou Eleonorou a Kotlinami podél tunelu, který ústil na haldě. Časem se této části začalo říkat Na Kanále. Druhá část Šimíčkovy kolonie se nacházela u Seberova statku. V roce 1910 bylo 13 domů odkoupeno Vítkovickými kamenouhelnými doly.

### Kolonie Nová (Bílá)

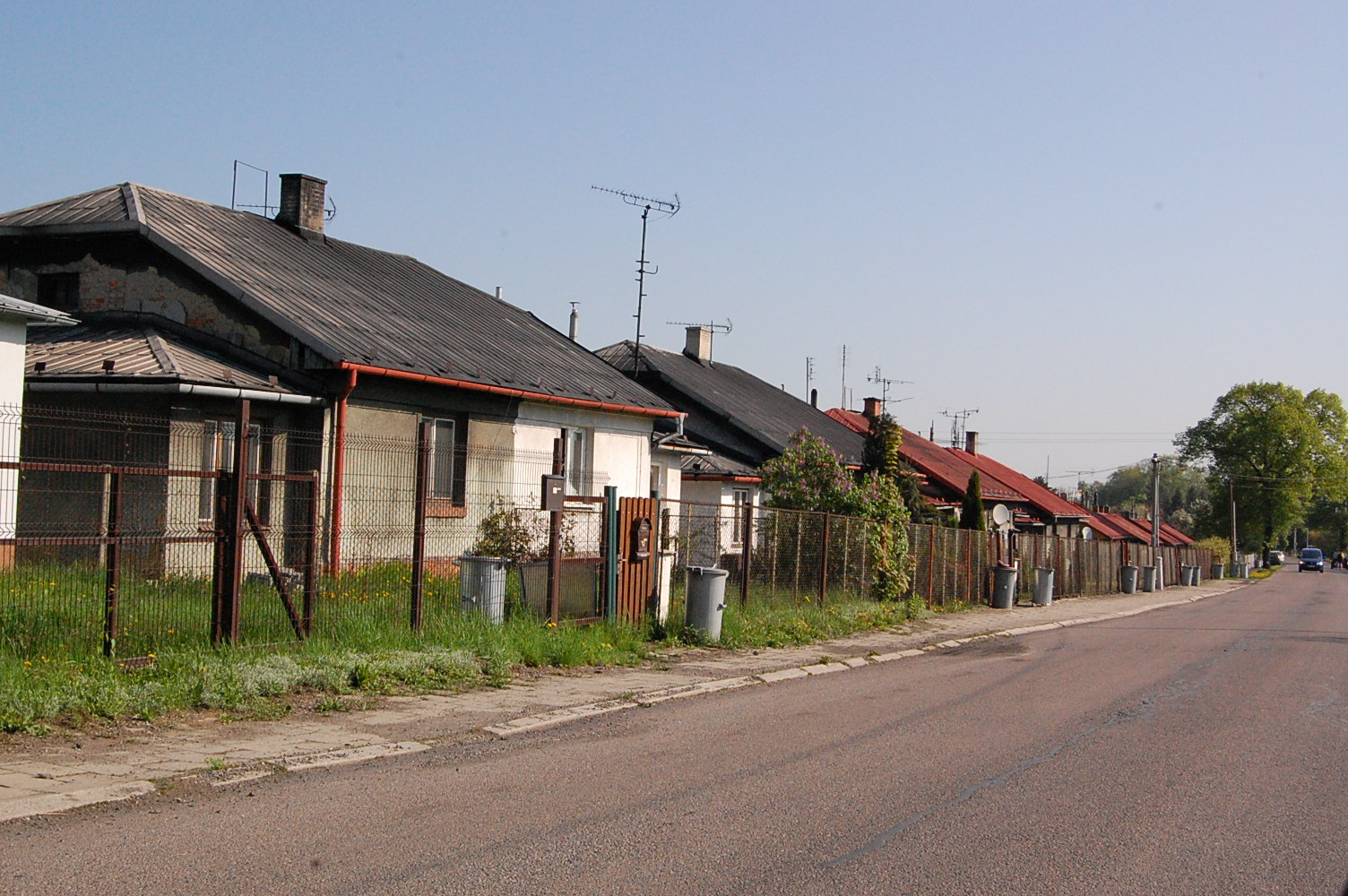
kolonie Nová (Bílá nebo také Děšyňčoky) na ní navazuje kolonie finských domků. Pohled ze silnice od pekárny Komendir k zámku.

Nová kolonie byla postavena v roce 1921 a měla celkem 10 domů (také proto se jí říkalo Děšyňčoky) s 20 dělnickými byty (č.p. 575–584). Byla postavena podél cesty z křižovatky u pekárny Komendir směrem k zámku. V padesátých letech 20. století byla tato kolonie rozšířená o 75 finských domků, postavených z lehkých stavebních materiálů, které měly jednoduchou montáž a po technické stránce byly vhodné k zástavbě i v členitém terénu se složitějšími geologickými podmínkami. Standard bydlení nebyl vysoký, každý domek vytvářely dvě bytové jednotky (1+1 nebo 1+2) s lokálním topením a nezbytným sociálním zařízením. Zřejmě nejznámější pekárna Komendir, proslulé svým chlebem po celém okrese. Byly tam jediné fronty na chléb, které bylo možno tehdy zahlédnout.
Nová kolonie jako jedna z mála stále stojí a je obydlená.

### Další bytová zástavba
V roce 1932 byla provedena parcelace pozemků obecního velkostatku po 18–19 arech v lokalitě dnešního Kozince. Vzniklo 43 parcel, které byly nabídnuty k prodeji jako stavební parcely. Ještě v tomto roce bylo prodáno 36 parcel a následně postaveno 36 rodinných domů. Celkem zde bylo 121 domů. Rodinné domy byly zbourány a na jejích místě vznikla poklesová kotlina s perspektivou ptačí rezervace a klidové rekreační zóny.

## Stav nejvýznamnějších památkově chráněných objektů

### Kulturní památky
V Doubravě se nacházejí 3 kulturní památky. Jsou to socha sv. Jana Nepomuckého, barokní zámek a kostel Husova sboru Církve československé husitské, který byl prohlášen kulturní památkou v roce 2001. Popisy jednotlivých kulturních památek jsou dle Evidenčních listů nemovitých kulturních památek (dále ELNKP), které jsou uloženy v archivu NPÚ ú. o. p. v Ostravě.

#### Socha sv. Jana Nepomuckého

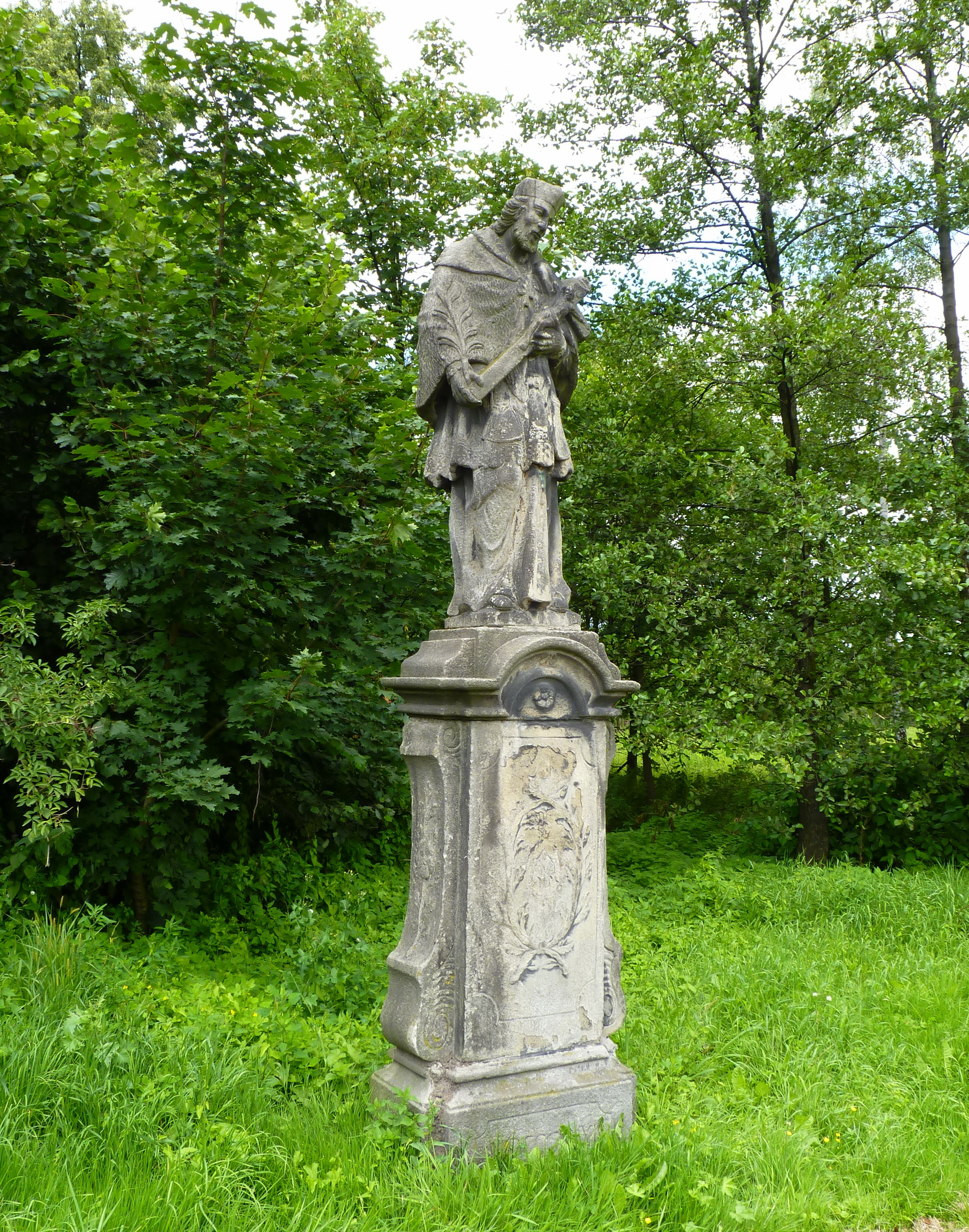
Doubrava, socha sv. Jana Nepomuckého (2007)

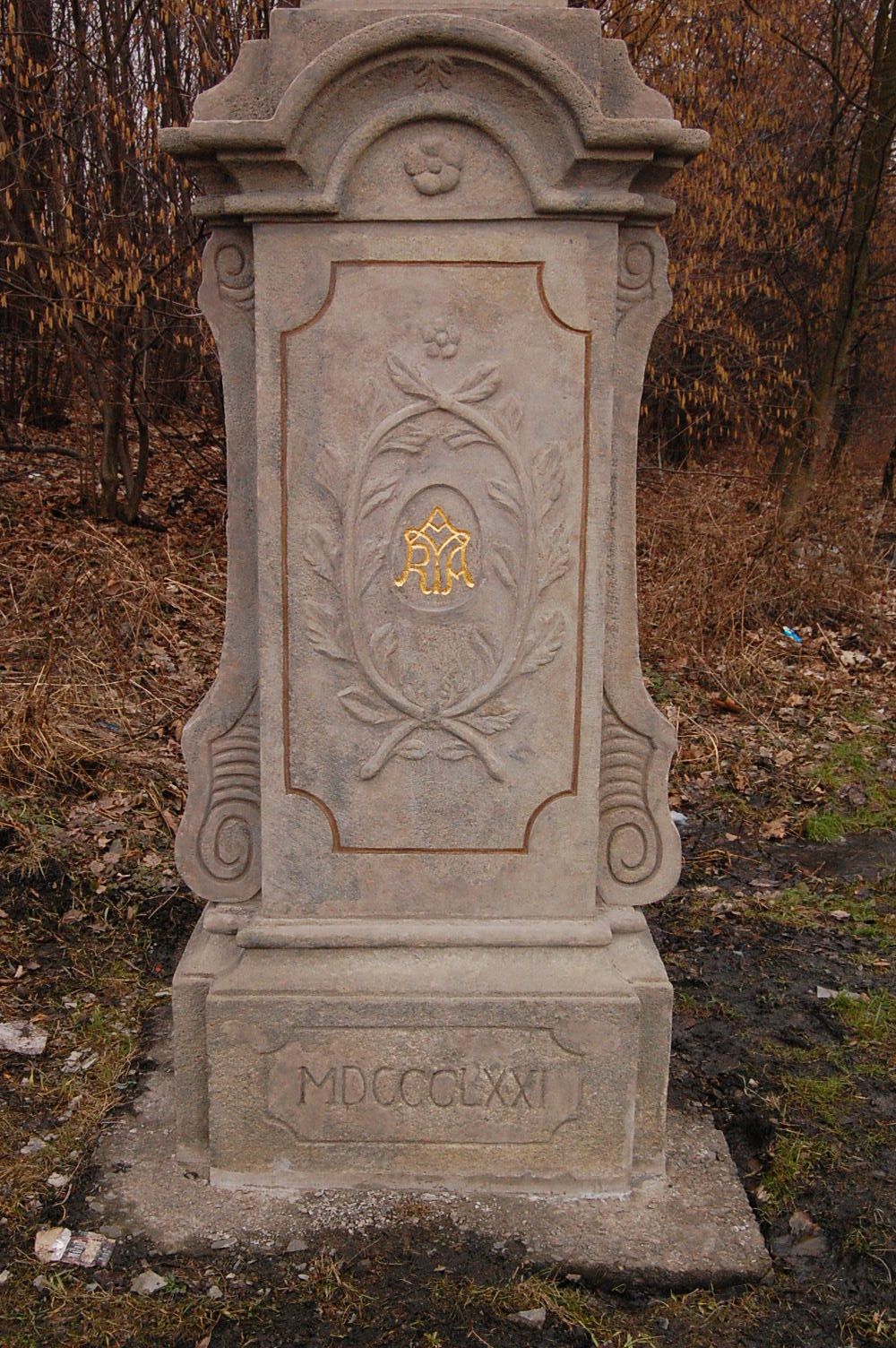
Doubrava sv. Jan Nepomucký podstavec. (2013)

Socha sv. Jana Nepomuckého v životní velikosti umístěna na vysokém čtyřbokém soklu, jehož trnož má horní okraj profilovaný. Na přední straně podstavce reliéf 2 zkřížených ratolestí, tvořící rámec vtesaného monogramu P. Marie. Na Bočních stranách podstavce nad trnoží příložka stáčená do volut, zdobení reliéfní větévkou s
květem. Krycí deska profilovaná, na přední straně uprostřed vypnuta do oblouku. Výška podstavce asi 250 cm. Z šedého hrubozrnného kamene. Na přední straně trnože letopočet MDCCCLXXI v rámu tvořeném rytou linkou. Socha světce v tradičním šatě s biretem na hlavě, v kontrapostu pravé nohy. V náručí na levé straně drží kříž s korpusem Krista. V pravé ruce drží ratolest a přidržuje střední břevno kříže.

#### Zámek č.p. 1
Nejstarší dochovaná stavba v lokalitě. Barokní podoba zámku pochází z 2. poloviny 18. století, kdy byl v držení rodiny/rodu Mattencloitů. Zámek je jednopatrový, zděný omítaný objekt na obdélném půdoryse s valbovou střechou krytá plechem. Hlavní i zahradní průčelí je sedmiosé s obdélnými, kastlovými okny. V šíři tří středních os probíhá mělký rizalit, završený trojúhelným štítem s prolomenou dvojicí obdélných oken. Postranní fasády jsou trojosé. Fasády členěny lesénami vysokého řádu, na nárožích svasčitými. Nároží jsou zaoblená, jihozápadní a jihovýchodní nároží rozšiřuje opěrný pilíř. Korunní římsa je profilovaná. Ve 4. a 7. ose hlavního průčelí je prolomen vstup do objektu, v němž jsou osazeny novodobé dveře, dveře v ose rizalitu jsou dvoukřídlé, výplňové. Zámek je z jedné čtvrtiny podsklepen. Prostory sklepení sklenuty valeně. V přízemí v předsíni a chodbě pruské klenby a placky na pasech, z chodby vede dřevěné schodiště do patra. Schodišťový prostor je zaklenut segmentovou klenbou. Přízemní prostory jsou klenuty valeně, valeně s pětibokými výsečemi, zrcadlovou a neckovou klenbou. V přízemí, přepažené místnosti se zrcadlovou klenbou, jev rohu mělká nika, v níž byla pravděpodobně umístěná kachlová kamna. V místnosti s neckovou klenbou je profilovaná římsa a v rohu mělká nika. Patro je plochostropé. Dispozice změněna množstvím vestavěných příček. K zámku je na západní straně krčkem připojen nízký, zděný objekt tzv. drábovny. Nad krčkem, v němž jsou toalety, je patrný zbytek opěrného pilíře.
V přízemí se nacházely hospodářské místnosti, v patře pak domácí kaple a apartmány majitelů včetně velkého salónu o oválném půdorysu jenž byl zdoben štukami. Drábovna byla vybavena kamennou lavicí, na které byli biti vzdorovití sedláci. Před zámkem bylo rozlehlé prodloužené hospodářské nádvoří, uzavřené ze dvou stran budovami pivovaru
(lihovaru), sýpek, stájí, vozovny, a především velkých ohrad a mlékárny, neboť produkce mléka byla hlavním zdrojem příjmů panství. Na protější straně byl menší park.

#### Kostel Husova sboru Církve československé husitské (Husův sbor)

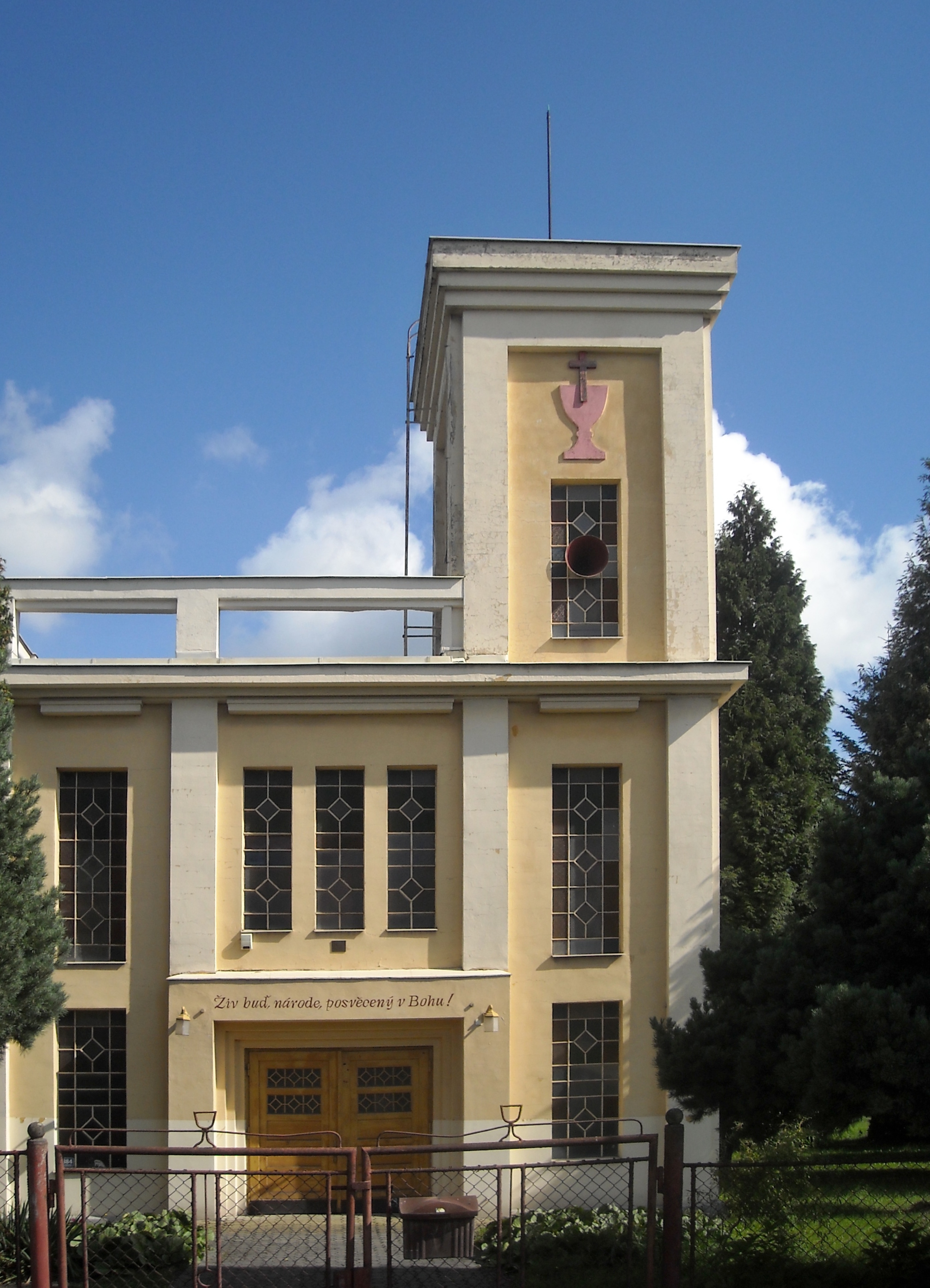
Kostel Husova sboru Církve československé husitské (Doubrava)

Jednolodní neorientovaná stavba obdélného půdorysu se železobetonovou vyzdívanou konstrukcí a plochou střechou, hmotově rozčleněna hranolovou věží na jižním nároží jihozápadního průčelí, kvádrem lodi a přízemním přístavkem kanceláří při severozápadním závěru budovy. Jihozápadní vstupní průčelí tříosé, v ose přízemí prolomen obdélný vchod, vložený do ústupkového portálu. Postranní osy přízemí a osy I. patra obdélné, okna členěna geometricky sestavenými skly v kovových rámech. Průčelí rozčleněné lizenovými rámy a završené jednoduchou korunní římsou, na kterou dosedá atika ze železobetonových rámů, původně vyplněných balustrádou. Věž na jižním nároží vystupuje o zvonové patro nad hmotou lodi. Na všech čtyřech stranách prolomena po jednom obdélném oknu. Fasáda věže členěna lizenovými rámy a ukončena profilovanou korunní římsou.
Postranní průčelí lodi prolomena šesti obdélnými okenními osami, vyplněnými geometricky sestavenými zčásti barevnými skly, osazenými kovovými rámy. Jednotlivé osy odděleny lizénami, na které dosedá profilovaná korunní římsa. Na členění fasád navazuje atika tvořená i v tomto případě železobetonovými rámy bez výplně. Závěr kostela tvořen přízemním přístavkem s rovnou střechou a s trojosým severovýchodním průčelím, u západního nároží prolomeným obdélným vchodem krytým pultovou markýzou. Fasády přístavku komponovány obdobně jako fasády lodi – s lizénami rytmizujícími zdmi, profilovanou korunní římsou a na ni navazující rámovou atikou.
Vnitřní prostor kostela členěn u vchodu na plochostropou předsíň a železobetonové schodiště na kruchtu se zděnou poprsní. Do lodi se předsíň otvírá obdélným vchodem dvoukřídlými dveřmi. Interiér lodi je utvářen železobetonovou rámovou konstrukcí, rytmizující postranní zdi lodi přízedními pilíři, na které dosedá trámový železobetonový strop. Oltářní prostor zvýšen o tři stupně nad prostor lodi. Zeď závěru po stranách prolomena dvěma obdélnými vchody. Střední část závěrové zdi původně opatřena nikou, nyní zazděna. Mobiliář pořízen po 2. světové válce. Dlažby z 90. let 20. století. Prohlášeno za kulturní památku rozhodnutím MK ČR č. j. 16965/2000 ze dne 15. 11. 2001.

### Památné stromy
V Doubravě se nacházejí dva památné stromy dubu letního. První na úbočí návrší u náměstí, tzv. Dub v Doubravě, a druhý mezi pekárnou Komendir a kolonií Finské domky, tzv. Doubravský dub (Dub u Finských domků).

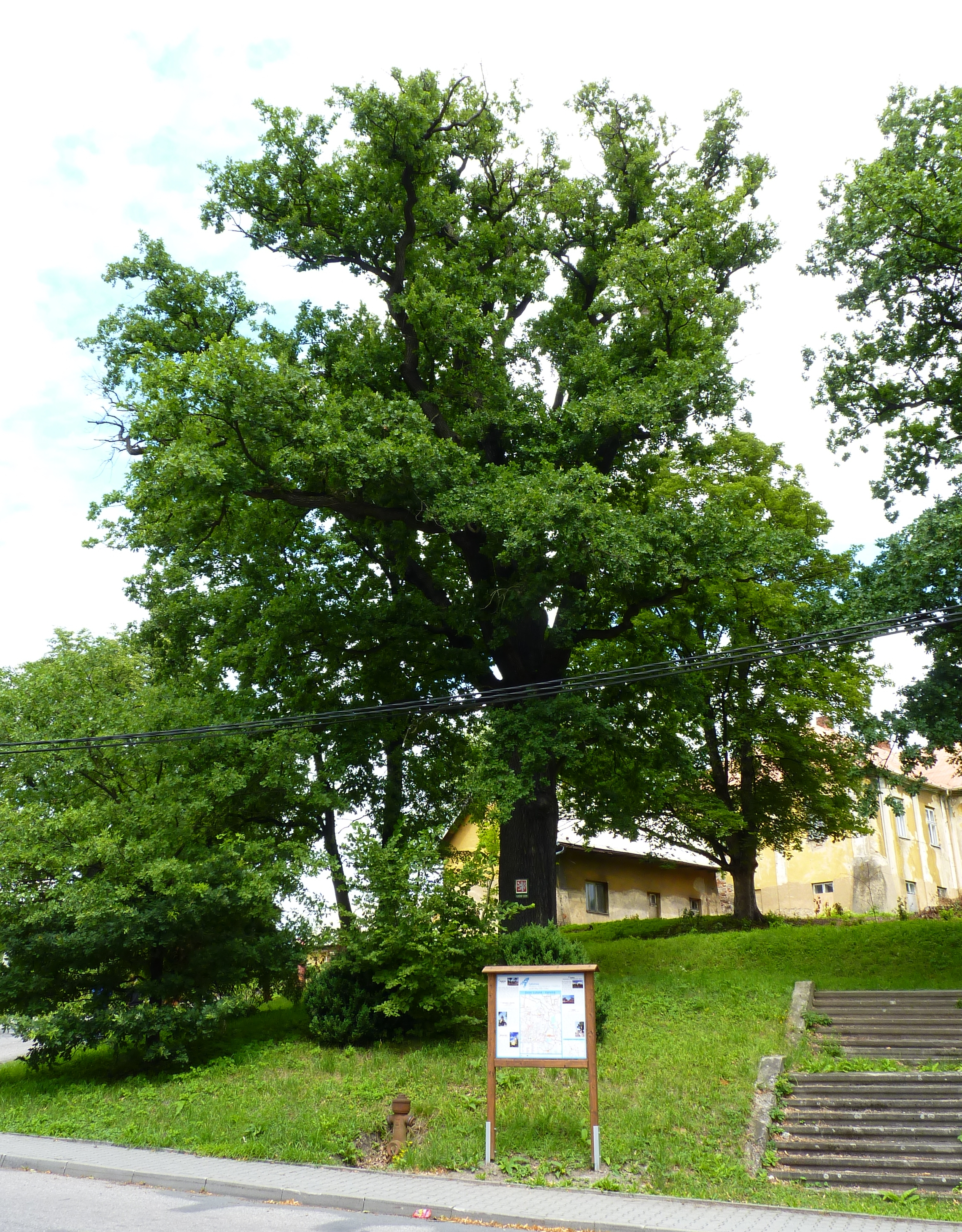
Doubrava, doubravský dub u náměstí.

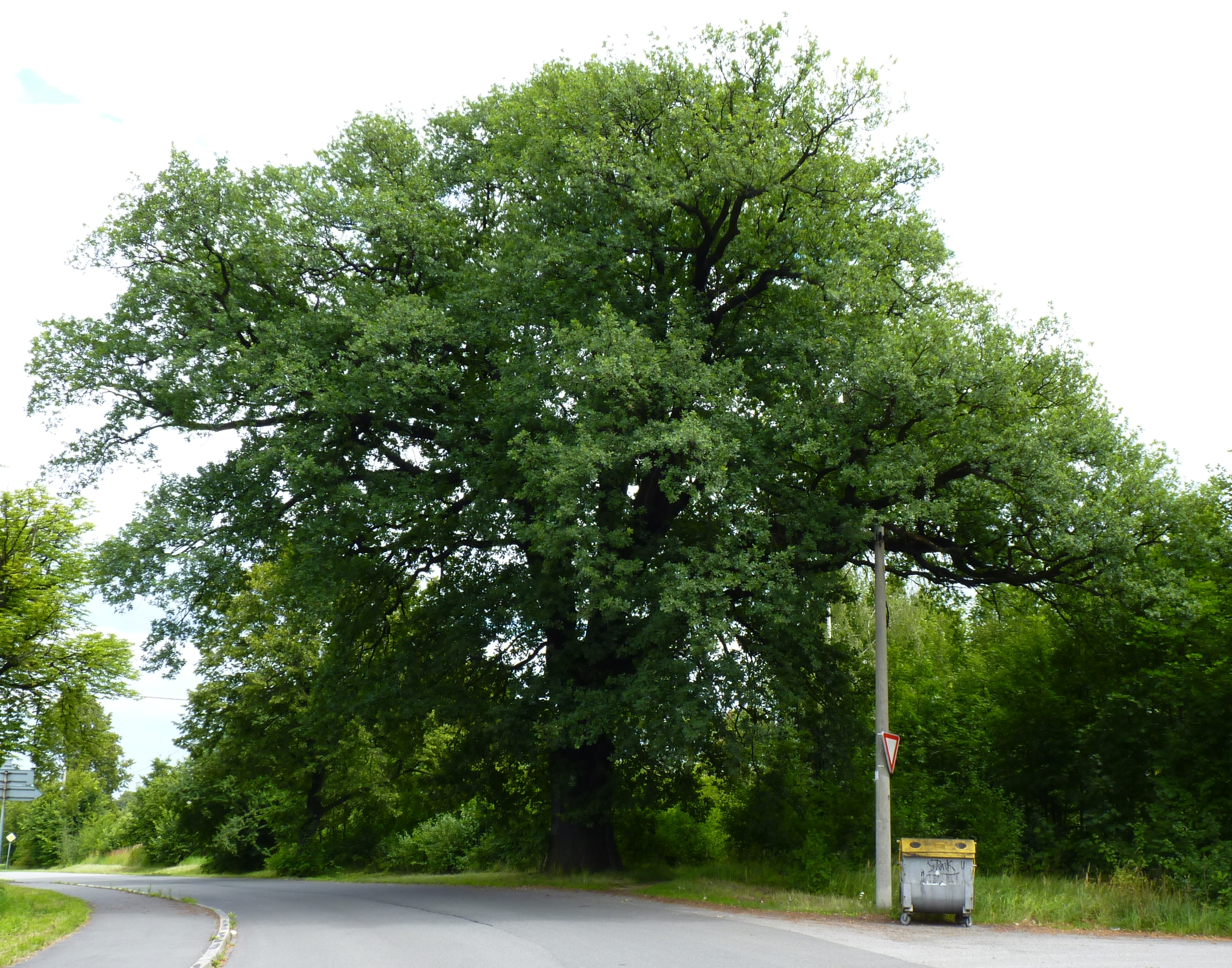
Doubrava, dub u finských domků.

## Zhodnocení
Z bývalých kolonií jsou zachovány dva domy z Úřednické kolonie (č. p. 421 a 482) a Nová kolonie včetně
finských domků v blízkosti nynějšího centra obce.
Těžní věže a budovy areálu Dolu Doubrava byly zbourány, aby bylo možné vytěžit 8 milionu tun uhlí z tzv.
ohradníku. Jako poslední 2. 11. 2007 padla příhradová kozlíková 49 m vysoká těžní věž Doubrava II.
Na náklady obce s přispěním dotací OKD byly opraveny veřejné budovy např. budova radnice, Národního domu,
kostel sv. Hedviky. A také kulturní památka socha sv. Jana Nepomuckého a kostel Husitského sboru.
Po zakoupení Orlové se zámkem se v roce 1844 Matencloitové přestěhovali tam a ze zámku v Doubravě bylo jen
sídlo hospodářské správy. Vítkovické horní a hutní těžířstvo zámek využívalo k administrativním účelům. Po 2.
sv. válce je v užívání Rekultivace OKR jako kanceláře, sklad a z části 2 byty v patře pro své zaměstnance.
Dnes je zámek v držení RPG, a.s., je pronajímán soukromníkům a je v zanedbaném stavu.
Kostel Husova sboru představuje kvalitní příklad sakrální meziválečné architektury ovlivněné purismem a
konstruktivizmem. Kostel byl v roce 1998 rekonstruován, staticky zabezpečen (skleštěn), zvenčí byly obnovené
fasády, atika byla zbavena balustrád.

## Závěr
Uzavřením Dolu Doubrava a likvidací jeho areálu zmizely industriální dominanty zdejšího regionu. Současně s
dobýváním uhlí zanikla další části obce. Dceřiné spolky OKD, které vlastnily tyto domy, neměly snahu o
zachování jedinečného rázu kolonií. V zájmu těžby uhlí raději další domy vykupovaly a nechávaly zbourat.
Obdobný stav je i s kulturní památkou zámku, který je v soukromém vlastnictví důlní společnosti. Přesto
Doubrava má historický potenciál a stojí za to o významné budovy pečovat. Z likvidovaných částí byly například přeneseny kříže (Boží muka) do středu obce. Snaha zastupitelstva a občanů Doubravy o zachování obce by měla nadále pokračovat v nastoleném směru. Je vidět snahu o opravení významných staveb i zachování tradic.
Nyní se začalo v okrajové části obce sousedící s Orlovou s novou výstavbou rodinných domků, což možná je určitý náznak toho, že Doubrava nezanikne úplně. Na odvalu hlušiny Dolu Doubrava byl nově vybudován i zábavní Dinopark, který se ovšem jmenuje „Dinopark Ostrava“, neboť o tom, kde je Doubrava ví asi jen málokdo. A je to škoda, když tato obec bývala kdysi opravdu malebným koutem karvinského okresu.
Nejsou zde uvedeny všechny významné nebo zajímavé objekty. Taktéž nejsou uvedeny všechny kulturní, společenské a sportovní spolky. O Dolu Doubrava, jeho vývoji, zavádění nových strojů, zařízení a technologií pojednává samostatný článek. Svým způsobem patřil mezi doly, které jako první procházely modernizací a stávaly se průkopníky v těžbě černého uhlí i společenském a kulturním životě.

## Přílohy a tabulky

### Příloha 1

#### Chronologický přehled vlastníků
Založení Doubravy je předpokládáno do konce 12. století. Vznik vesnice je spojen benediktýnským klášterem
Orlové. Benediktýnský řád obdržel darem: kapli v Orlové, solný obvod s Doubravou a loukami, vesnice
Chotěbuz, Vrbici, Záblatí, krčmy v solném obvodu a ve vsích Žukov, Těrlicko, (Slezská) Ostrava, důchod zvaný
přísežní ve všech zmíněných vsích od opolských piastovců. Tento dar se uskutečnil někdy v létech 1223–1229.
Písemné zmínky jsou z 26. května 1229, kde Řehoř IX potvrzuje benediktýnskému klášteru v Orlové desátky
mimo jiné i ze vsi Doubrava. Další písemná zpráva je z roku 1268, ve které Opolský kníže Vladislav (1247 –
1281) potvrdil příslušnost Doubravy k orlovskému respektive týneckému klášteru.
- 1421 panství nabyl kníže Bolek
- 1422 věnem získala Doubravu Bolkova třetí manželka Žofie (Ofka)
- 1477 Žofiin majetek zdědil její syn Bolek II a připojil Doubravu k fryštátskému panství
- 1447–1572 Doubrava patřila k Fryštátu (těšínská komora).
- 1515 doubravské fojtství (dědičnou rychtu) se všemi právy koupil opat orlovského kláštera Ondřej Gniady ze

Zaběřova za 100 zlatých a za 60 zlatých krčmu.
- 1515 zbytek vsi (Špluchov) vlastnila po Kazimírově smrti (syn knížete Václava Adama) jeho manželka Anna. Ta

se provdala za Jana z Pernštejna poručníka těšínského knížete Václava III. Po její smrti se stal majitelem
panství Václav Adam
- 1571 císař Maxmilián schválil prodej části panství knížete Adama a jeho syna Bedřicha Kazimíra (dluhy činily

244 000 zlatých).
- 1572 Doubravu a Porubu koupil Kašpar Vlček z Dobré Zemnice. Václav Cigán ze Slupska koupil Orlovou a Lazy
- 1573 kupuje Doubravu Alexí Zálužský z Nového Města
- 1575 po smrti Alexe Zálužného vdova Anna Sobišovská ze Šínovic se provdala za Jana Barského z Baště.
- 1575 Jan Barský z Baště koupil Porubu a Doubravu.
- 1593 Anna Sobišovská po smrti Jana Barského z Baště prodala Porubu a Doubravu Bernardu Barskému z Baště.

Ten připojil statek k Rychvaldu.
- 1615 kupuje Doubravu Kašpar Vlček z Dobré Zemnice
- 1661 kupuje Doubravu Jan Jindřich Kosieglovský (Kozohlavský) z Geisengeldu
- 1680 Adam Vilém Štolc z Gostomky prodal Doubravu za 5 500 tolarů Karlu Jindřichu Tvardovi z Tvardavy a jeho

manželce Anně Marii rozené Odervolfové z Dolní Straduně
- 1695 Karel Jindřich prodal Doubravu za 7300 tolarů Kateřině Alžbětě Laryšové, rozené Růžicové z Hoelmu.

Nehospodárností syna Pavla Laryše z Načeslavic přišel statek do konkurzu a za 7 200 zlatých jej koupil Rudolf
říšský hrabě z Jašína a manželka Juliana Polexina, rozená z Gonim.
- 1746 Doubravu koupil za 21 000 zl. rýnských František Ludvík sv. p. z Mattencloit (1693–1768).
- 1822 součástí Doubravy se opět stal Špluchov
- 1746 až 1902 byla Doubrava majetkem rodu Mattencloitů
- 1751–1766 Doubravu vlastnil Jan Rejchard sv. p. Mattencloit, pak Richard sv. p. Mattencloit (1724–1790) a

jeho syn Antonín, který zdědil Doubravu v roce 1834. Od něj koupil koupil Doubravu jeho bratr Konrád sv. p.
Mattencloit v roce 1853.
- 1902 Richard sv. p. Mattencloit-Ubeli (1862–1925) prodal majetek v Doubravě baronu Šalomounovi Albertovi

Rothschildovi, který jej připojil k své vítkovické uhelné společnosti.
- 1908 získala DOMBROWA status městyse
- 1924 se název městyse DOMBROWA změnil na DOUBRAVA
- 1974 spojením s Orlovou vznikla městská část Orlová 5-Doubrava
- 1990 obec vznikla jako územní samosprávná jednotka na základě zákona č. 367/1990 Sb. Činnost provozuje na

základě zákona č. 128/2000 Sb., o obcích, v platném znění.
Tabulka 1
| | Zahradnictví                              | Mlýn | Rybníky                      | Ovcí      | Krav                                                   | Prasat                                                 |                                        |
| --- | ----------------------------------------- | ---- | ---------------------------- | --------- | ------------------------------------------------------ | ------------------------------------------------------ | -------------------------------------- |
| Vrchnost (dominikál) | 17                                        | 1    | 3                            | 18 čtvrtě | 78                                                     | 6                                                      | 1 dvůr                                 |
| | s výsevem 2 šefly a 2 3 čtvereční prut    | –    | (Starý, Gajevušek, Březarník |           | z toho pro neuvedený počet poddaných 41 krav a 1 prase | z toho pro neuvedený počet poddaných 41 krav a 1 prase | o výsevu 32 maldry a 1 čtvereční prut* |
| Poddaní (rustikál) | 16                                        |      | 5                            | 1 čtvrtě  | 105                                                    | 20                                                     | 24 poddaných                           |
| | s výsevem 1 maldr a 2 1 čtverečního prutu |      |                              |           | pro neuvedený počet poddaných                          |                                                        | **                                     |
| * z toho vysévali 2 mlynáři a 28 poddaných **60 maldrů, 4 šefly a 3 čtvereční pruty vysévalo 16 sedláků a zahradníků s 8 domkaři |                                           |      |                              |           |                                                        |                                                        |                                        |

Pro plošnou míru pozemků byl používán výsevkový maldr (asi 33 600 m2) a šefl, tj. 1/12 maldru (asi
2800 m2).
Tabulka 2
| Orná půda               | Louky | Zahrady | Pastviny | Vysoký les | Nízký les | Zastavěná plocha | Neproduktivní půda |
| ----------------------- | ----- | ------- | -------- | ---------- | --------- | ---------------- | ------------------ |
| 999                     | 34    | 28      | 63       | 143        | 22        | 9                | 37                 |
| údaje uvedené v jitrech |       |         |          |            |           |                  |                    |

Tabulka 3
|                  | Koně | Hovězí dobytek | Prasata | Kozy | Včely, úly, roje | Husy | Kachny | Slepice |
| ---------------- | ---- | -------------- | ------- | ---- | ---------------- | ---- | ------ | ------- |
| Stabilní katastr | 92   | 284            | 104     | 0    | 40               |      |        |         |
| 1910             | 143  | 308            | 767     | 298  | 52               | 297  | 73     | 1420    |
| 1935             |      |                |         |      | 135              | 143  | 51     | 5226    |

V roce 1935 bylo napočítáno 613 králíků a 138 holubů
Tabulka 4
| Rok  | Počet obyvatel | Poznámka                                                                    |
| ---- | -------------- | --------------------------------------------------------------------------- |
| 1826 | 878            | 871 katolíků, 3 evangelíci, 4 židé                                          |
| 1843 | 1006           | -                                                                           |
| 1851 | 1069           | 92 domů                                                                     |
| 1869 | 1753           |                                                                             |
| 1880 | 2382           | 85,6 % česká, 12,2 % polská národnost                                       |
| 1890 | 3089           | 66,2 % česká, 29,8 % polská, 0,4 % německá národnost                        |
| 1900 | 4327           | 19,6 % česká, 77,7 % polská národnost                                       |
| 1910 | 5660           | 34,7 % česká, 62,8 % polská národnost                                       |
| 1921 | 5220           | 72,78 % česká, 23,54 % polská, 2,53 % německá, 1,07 % židovská, 0,09 % jiná |
| 1930 | 4934           | 64,1 % katolíků, 22,3 % československá církev                               |
| 1939 | 4334           | 203 německá, 858 polská, 1693 česká, 1563 slezská, 14 jiná národnost        |
| 1946 | 4441           |                                                                             |
| 1959 | 4480           |                                                                             |
| 1991 | 1812           |                                                                             |
| 2010 | 1334           |                                                                             |

Tabulka 5
| Rok | Počet nových popisných čísel | Poznámka                  |
| --- | ---------------------------- | ------------------------- |
| 1929 | 676                          |                           |
| 1930 | 697                          |                           |
| 1931 | 698                          |                           |
| 1932 | 764                          |                           |
| 1933 | 770                          | z toho na Kozinci 21 domů |
| 1934 | 749                          |                           |
| 1935 | 800                          |                           |
| I když byla snaha o výstavbu nových domů, zvláště po parcelaci části Kozince, důlní vlivy natolik ovlivnily stávající zástavbu, že dochází k úbytku obyvatel. |                              |                           |

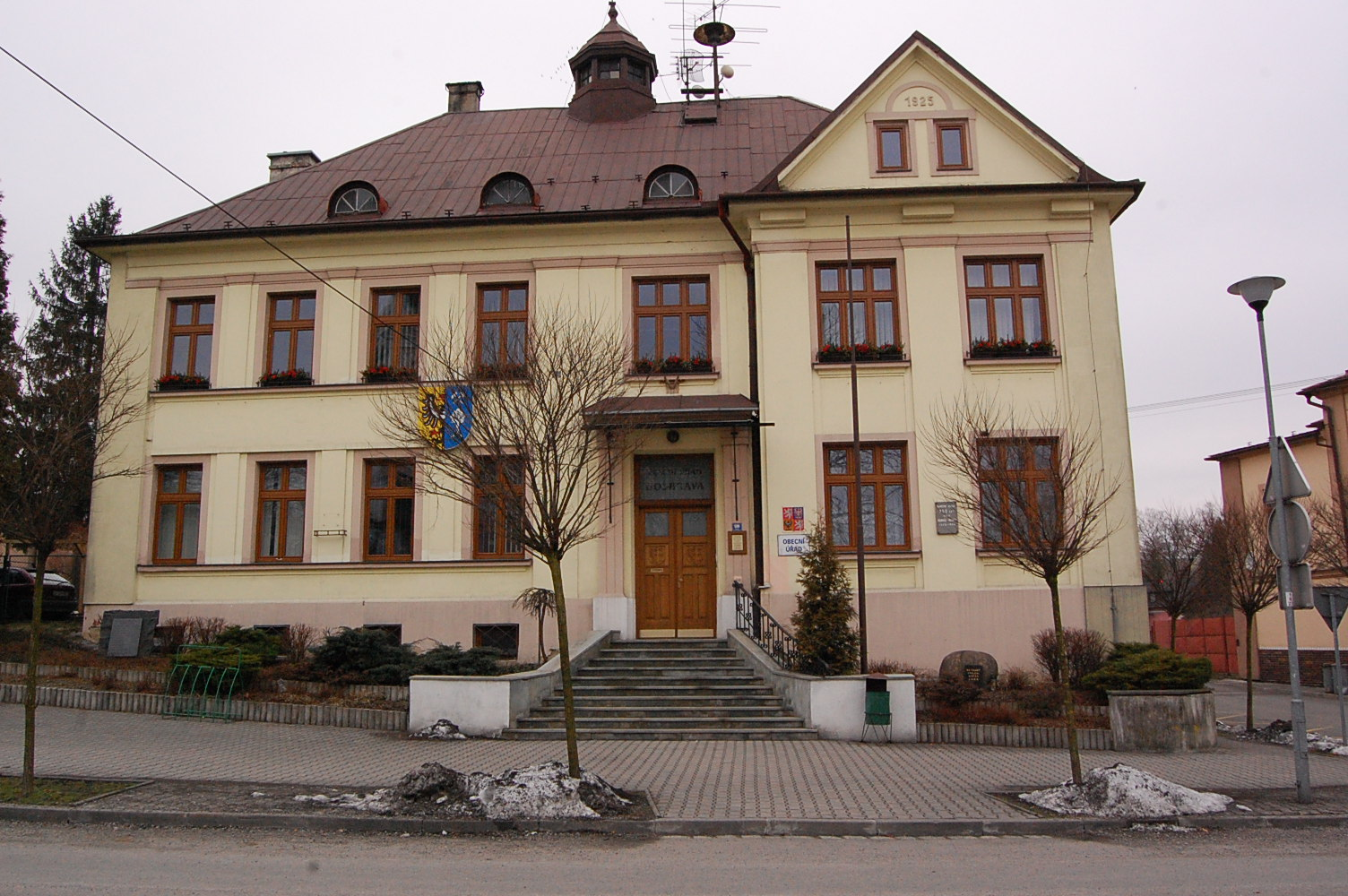
Doubrava(Karviná)obecní úřad (2013)
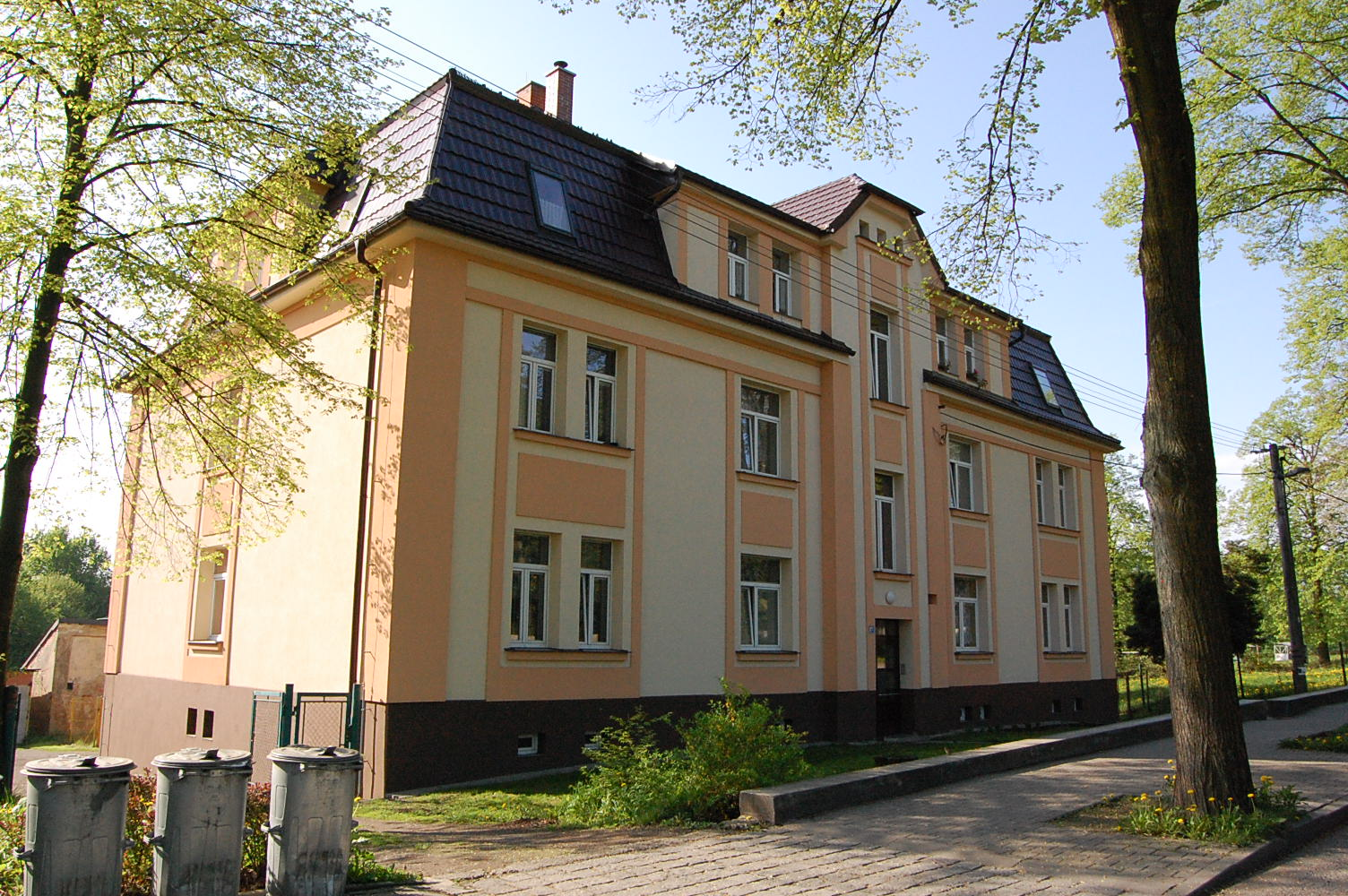
Doubrava (Karviná) opravený dům č.p. 572. Učitelský dům opravený v roce 1998. (2013)
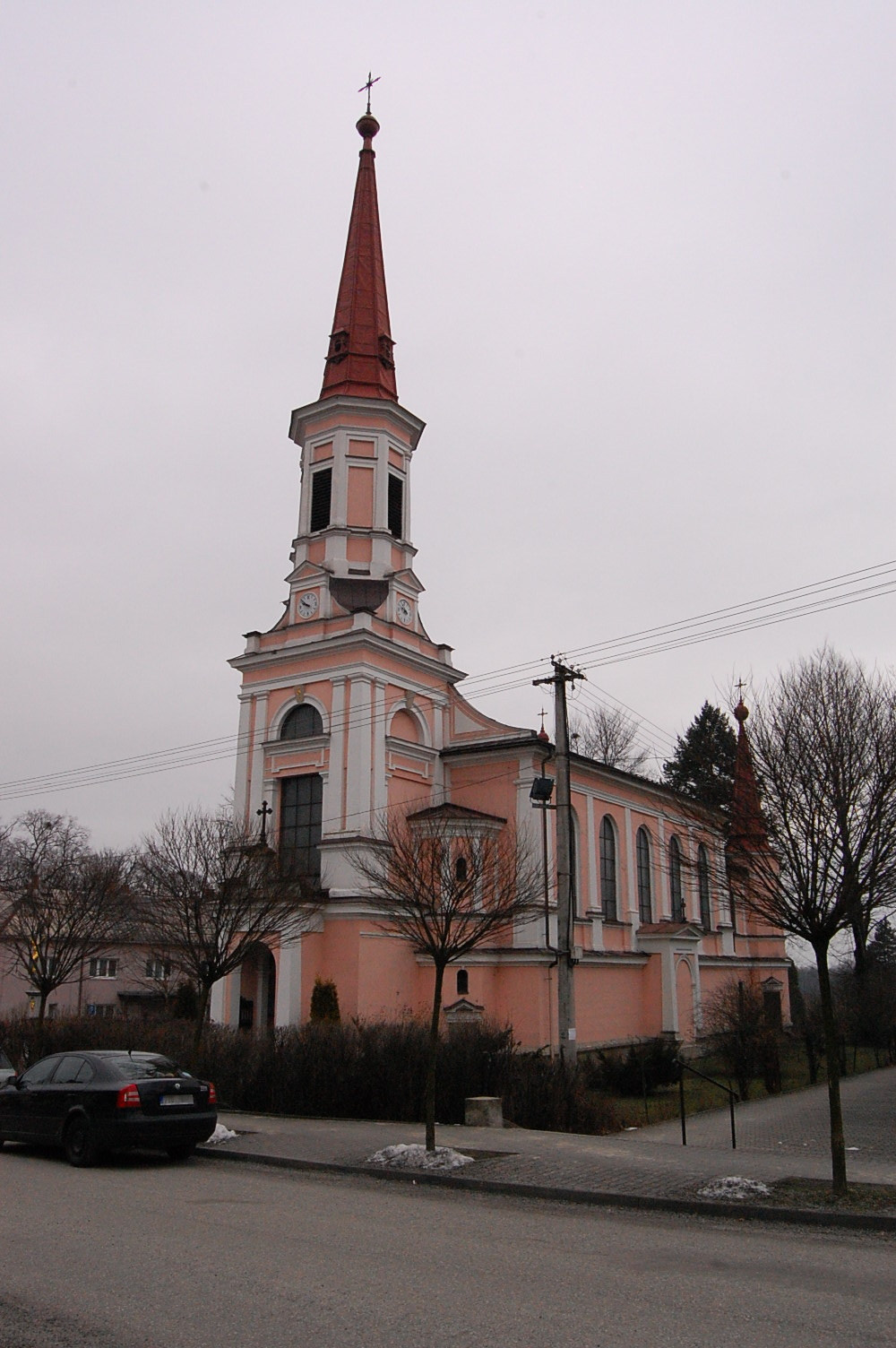
Doubrava (Karviná) kostel sv. Hedviky, při rekonstrukci a opravě kostela změněna střecha nad schodištěm na kůr a odstraněn sanktusník. (2013)
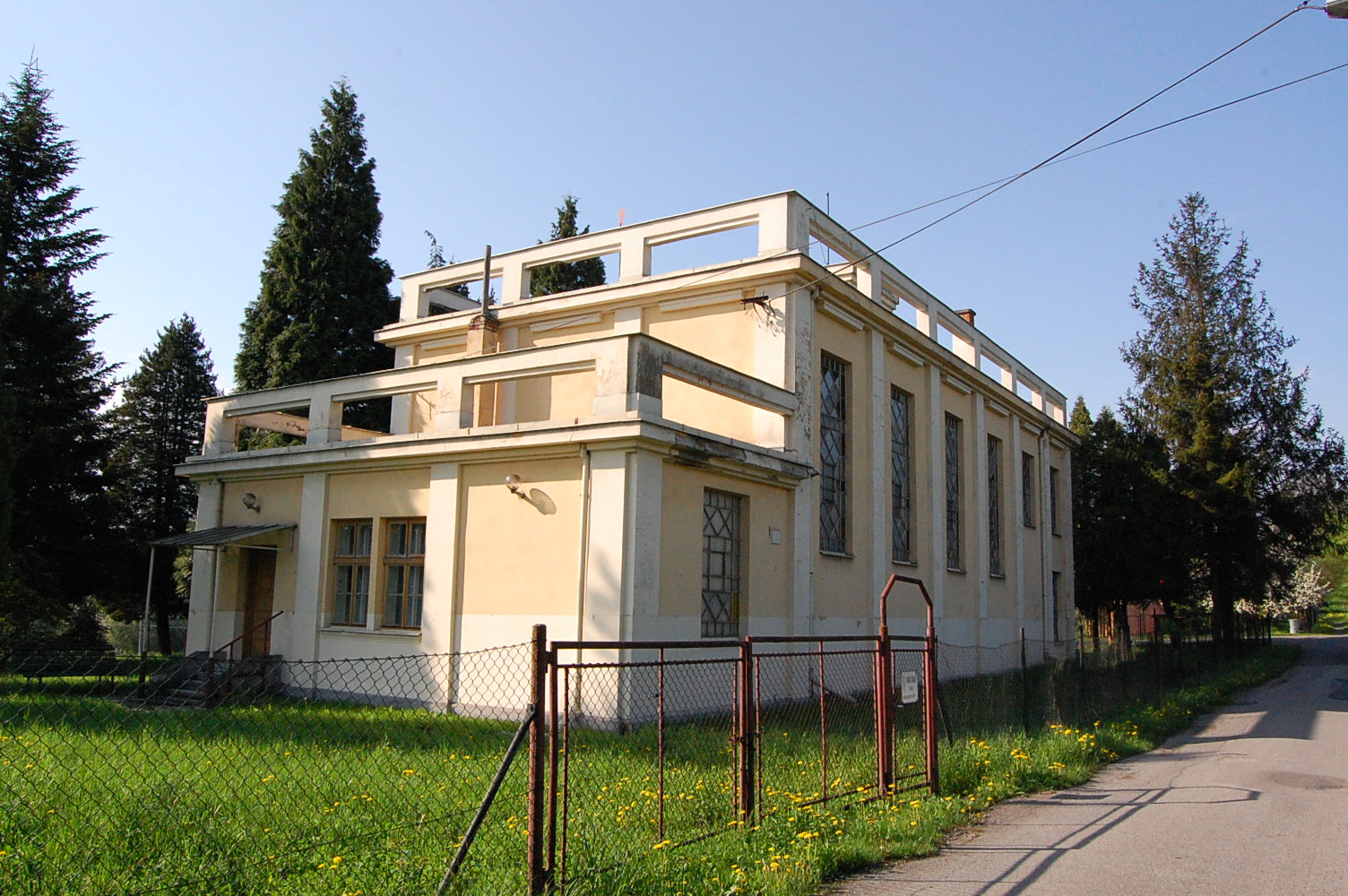
Doubrava (Karviná) kostel Husův sbor Československé církve husitské po opravě v roce 1998 znovu otevřen. Při sklešťování odstraněny balustrády z atik. Pohled na zadní část kostela. (2013)
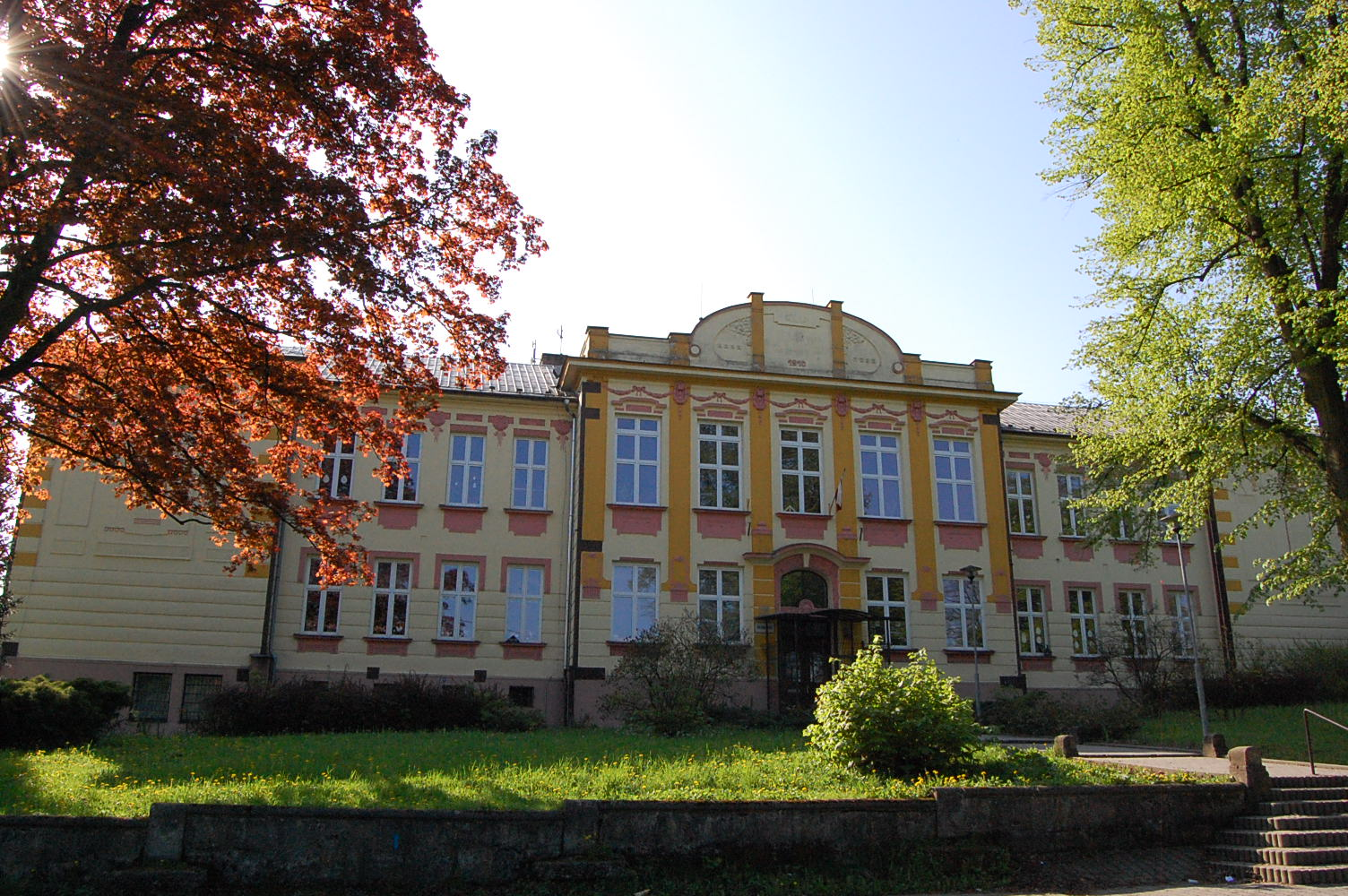
Secesní budova základní školy, opravena v roce 1993. (2013)
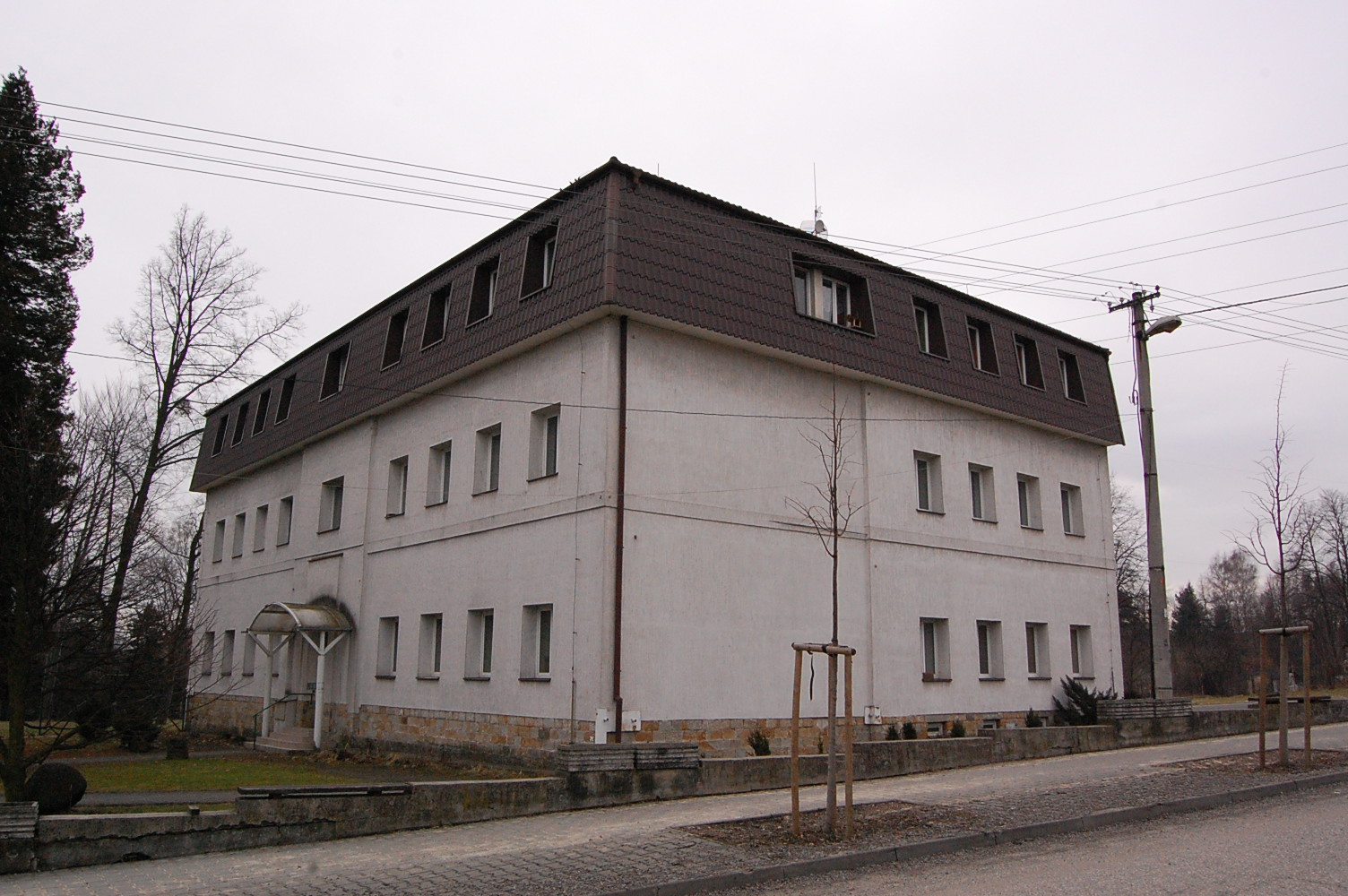
Doubrava Jubilejní škola – po přestavbě na obytný dům. (2013)
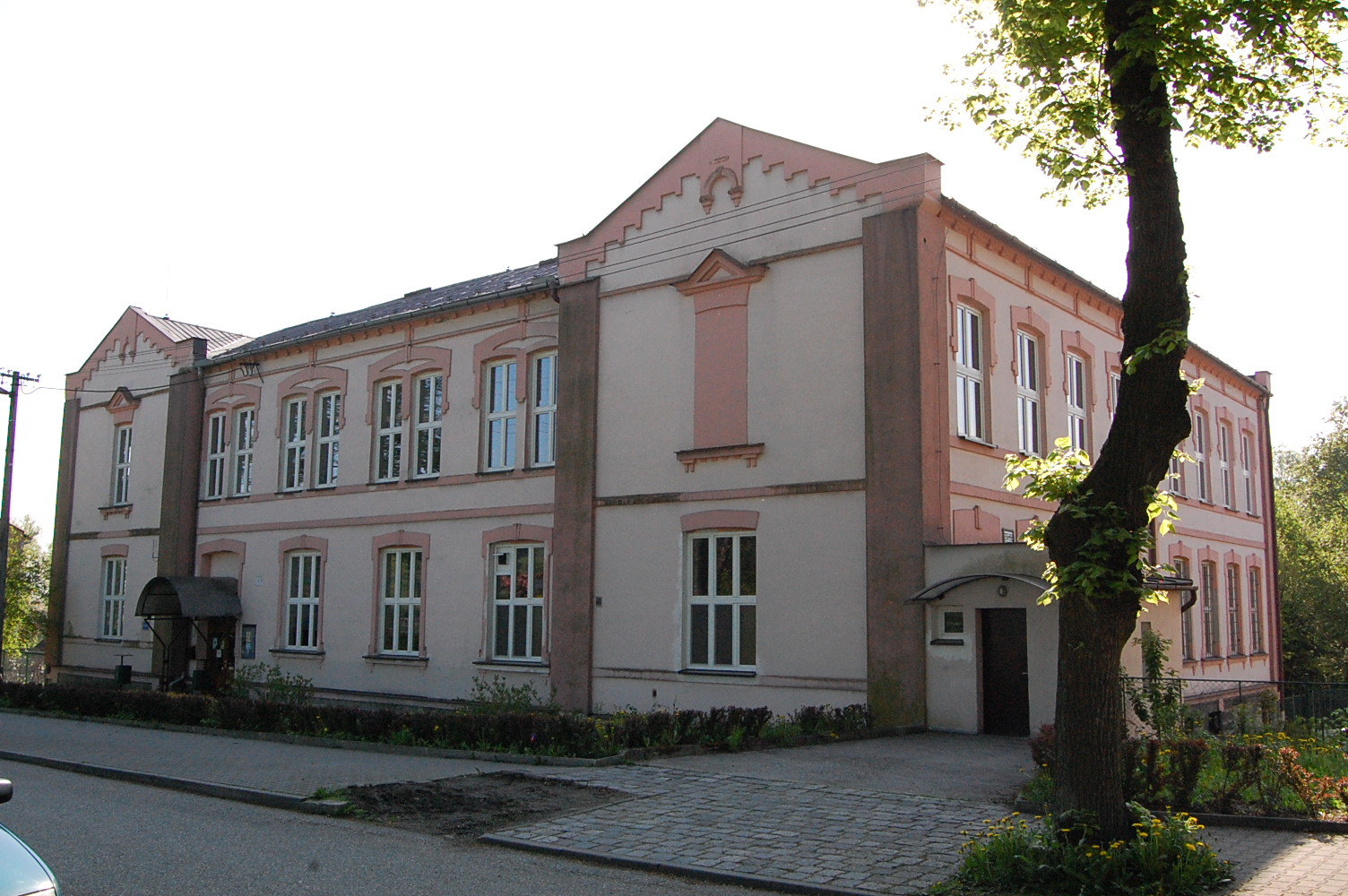
Doubrava mateřská škola. (2013)
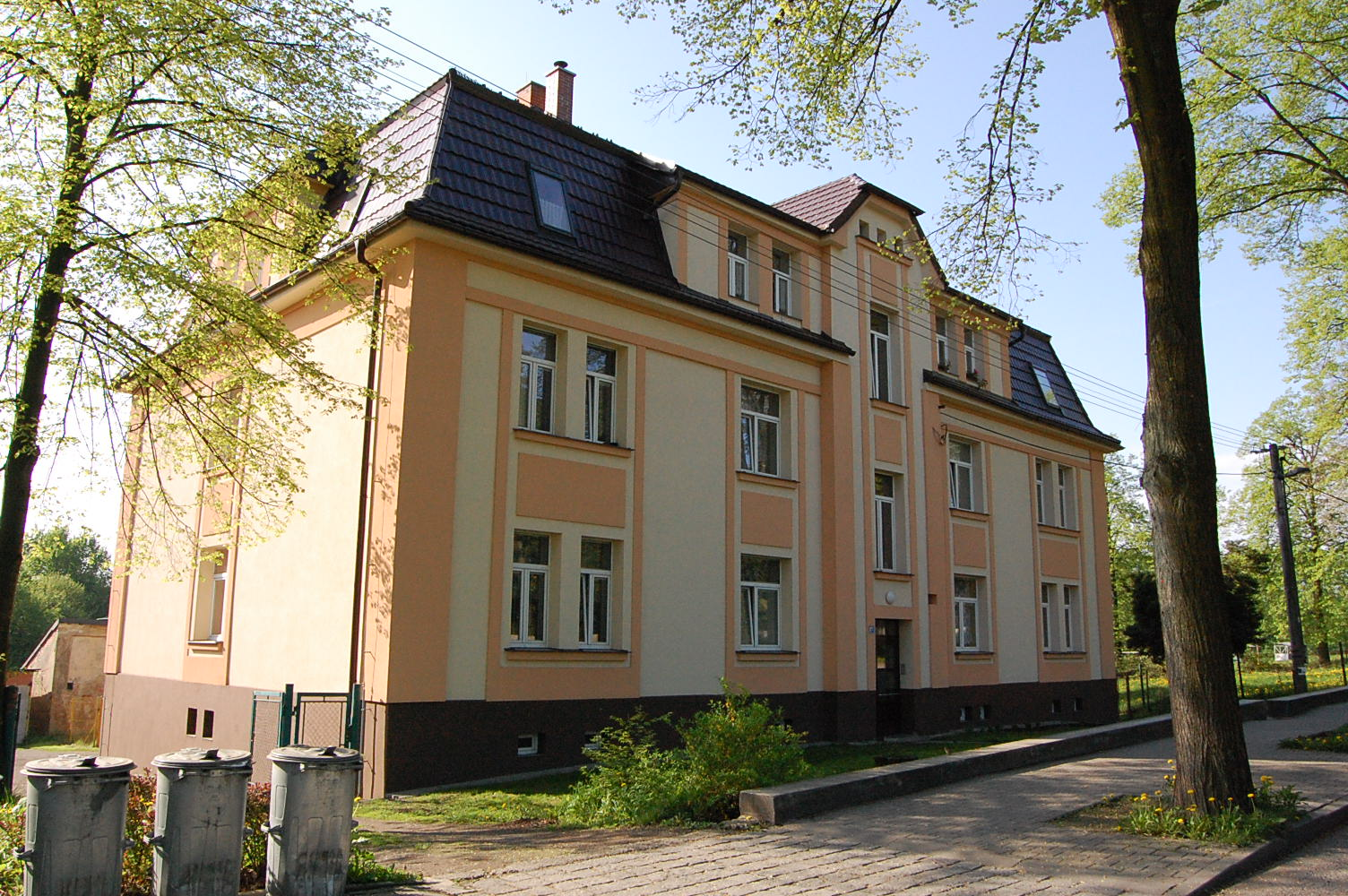
Doubrava č.p. 572. Učitelský dům opravený v roce 1998. (2013)
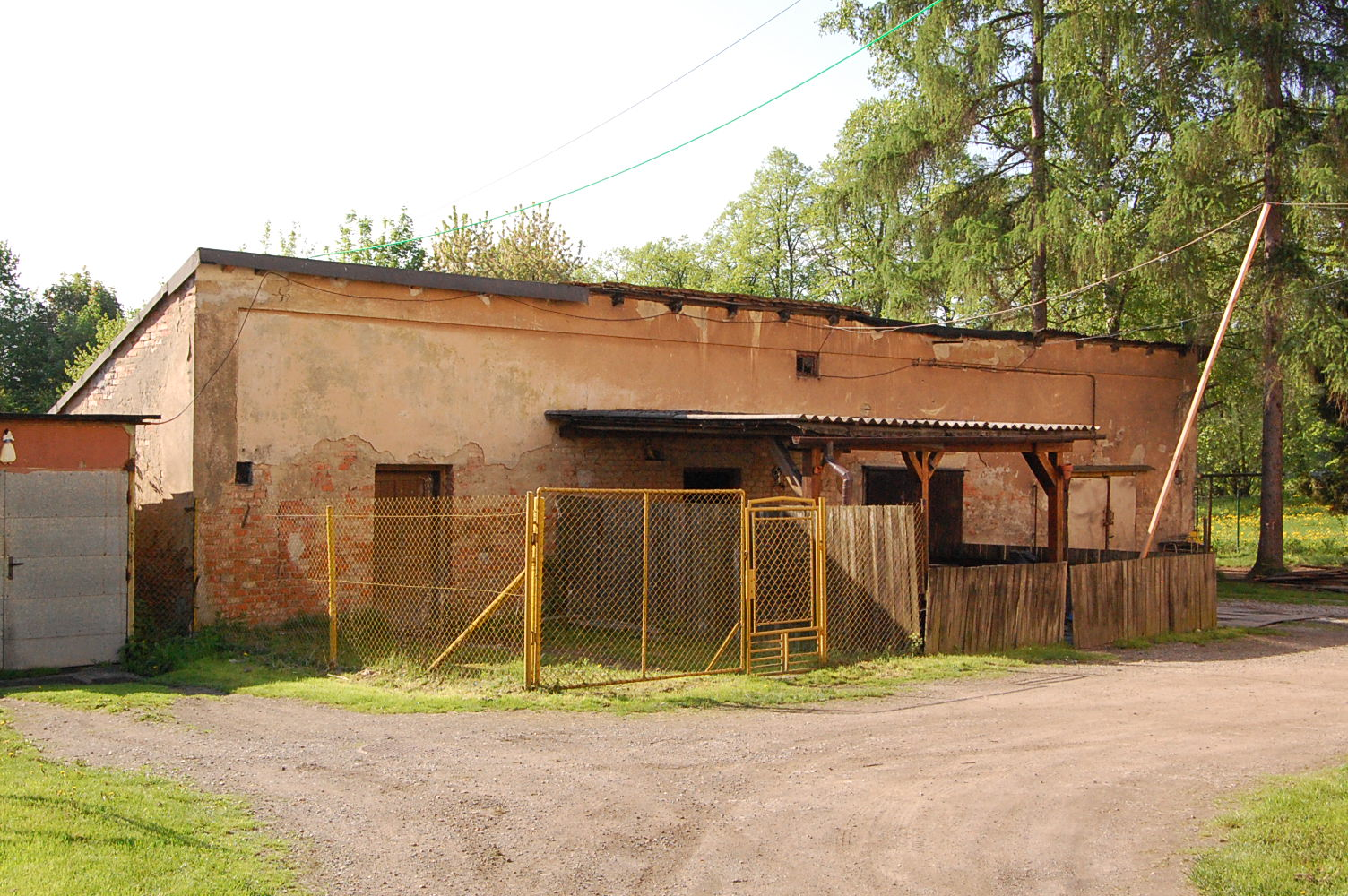
Doubrava (Karviná) zděná budova (patří k domu č.p. 572), která sloužila k uskladnění uhlí a dřeva, popřípadě jako chlívky. (2013)
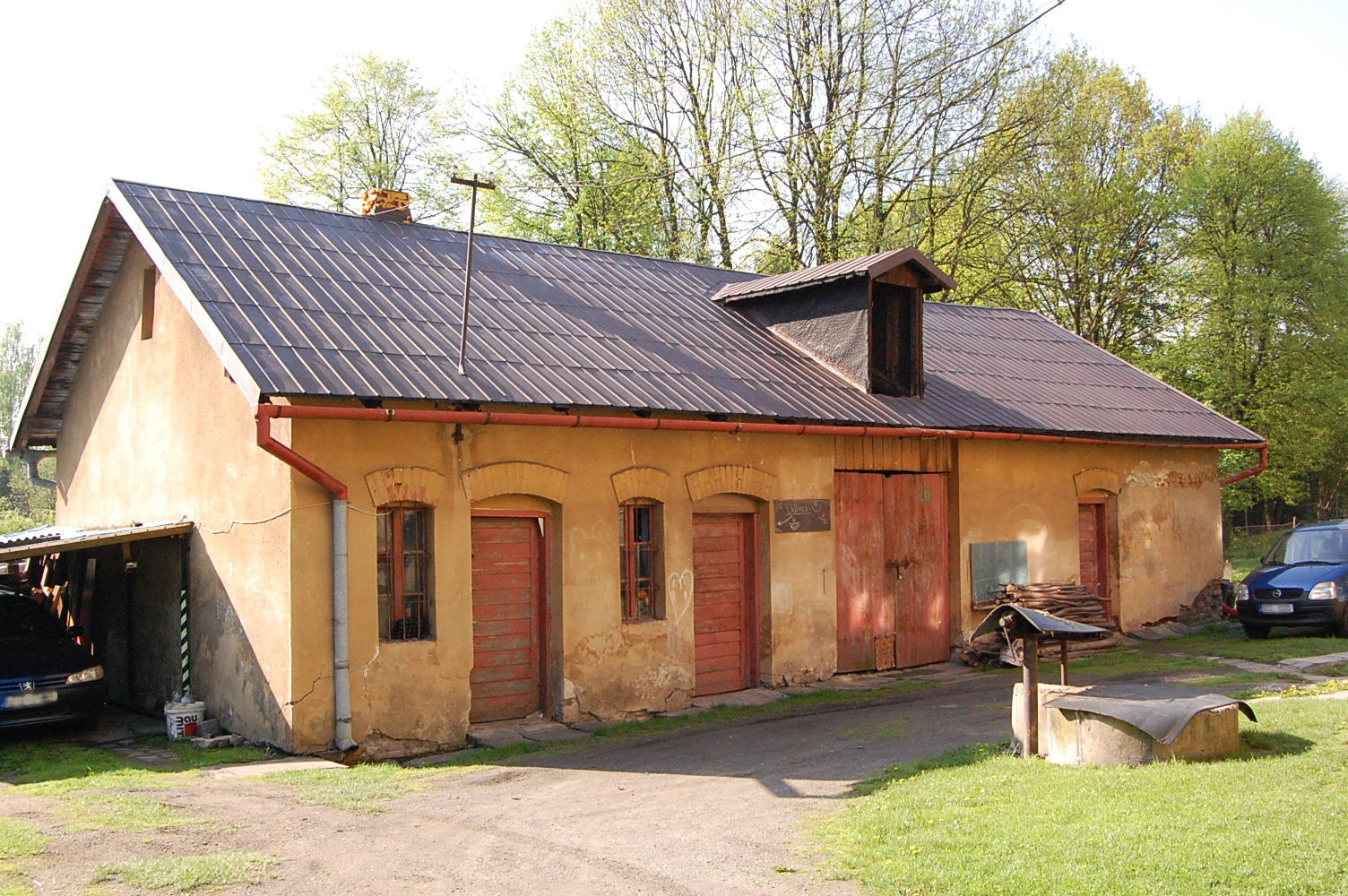
Doubrava (Karviná) zděná budova (patří k domu č.p. 476), která sloužila k uskladnění uhlí a dřeva, popřípadě jako chlívky a uložení sena nebo slámy na půdě.(2013)
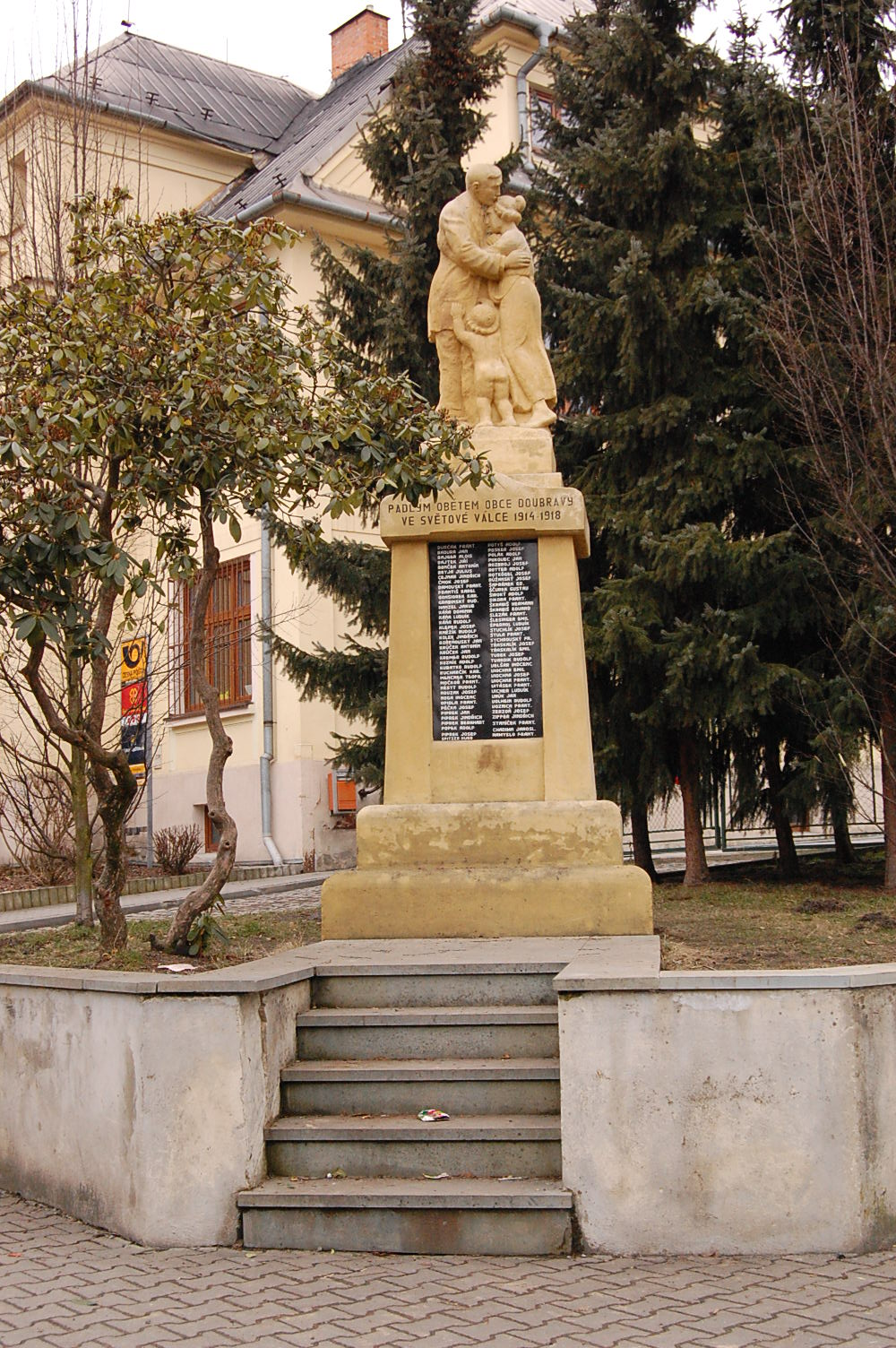
Doubrava památník obětem Doubravy padlým za světové války 1914–1918. (2013)
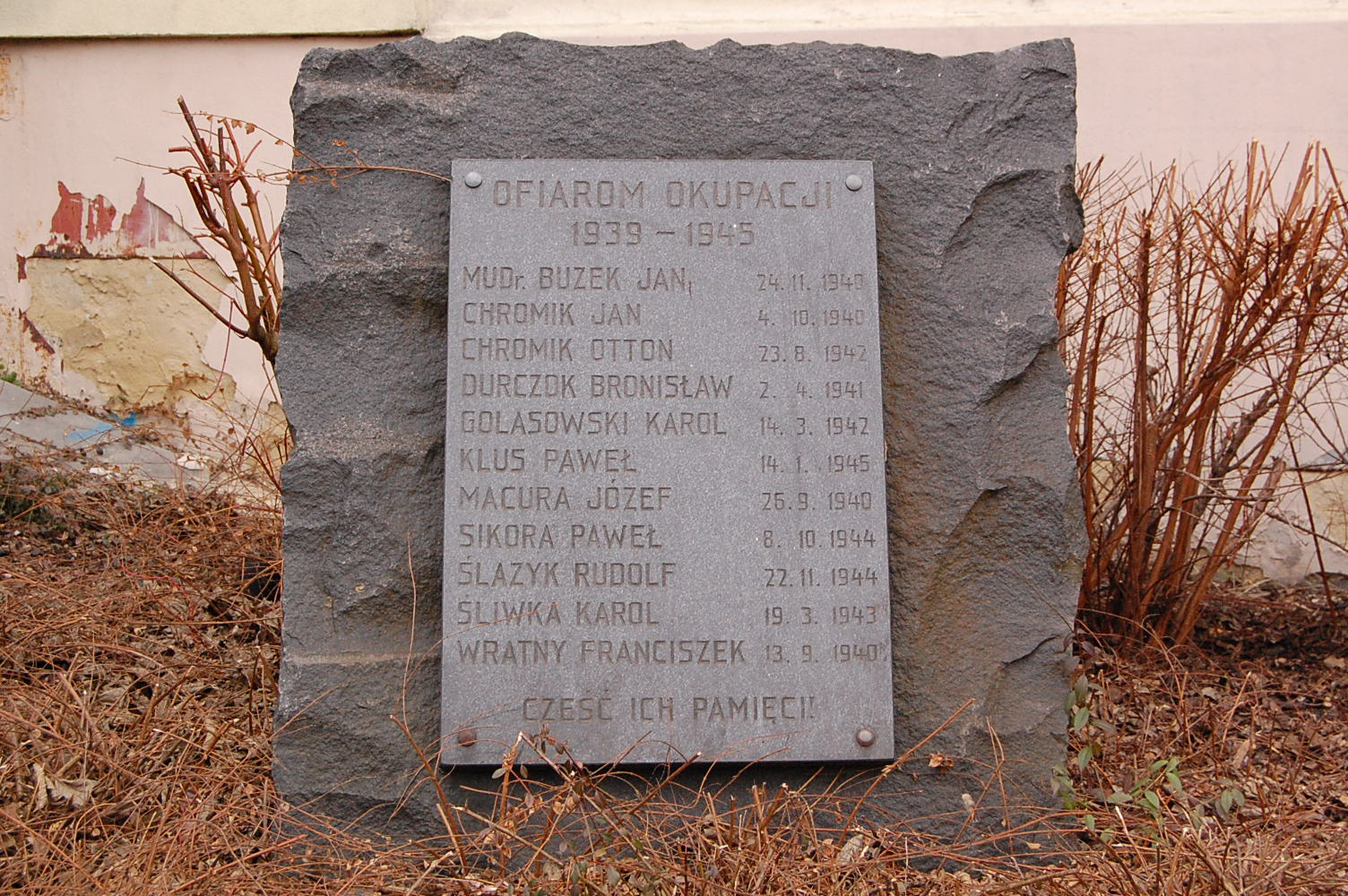
Doubrava památník obětem 2.sv. války
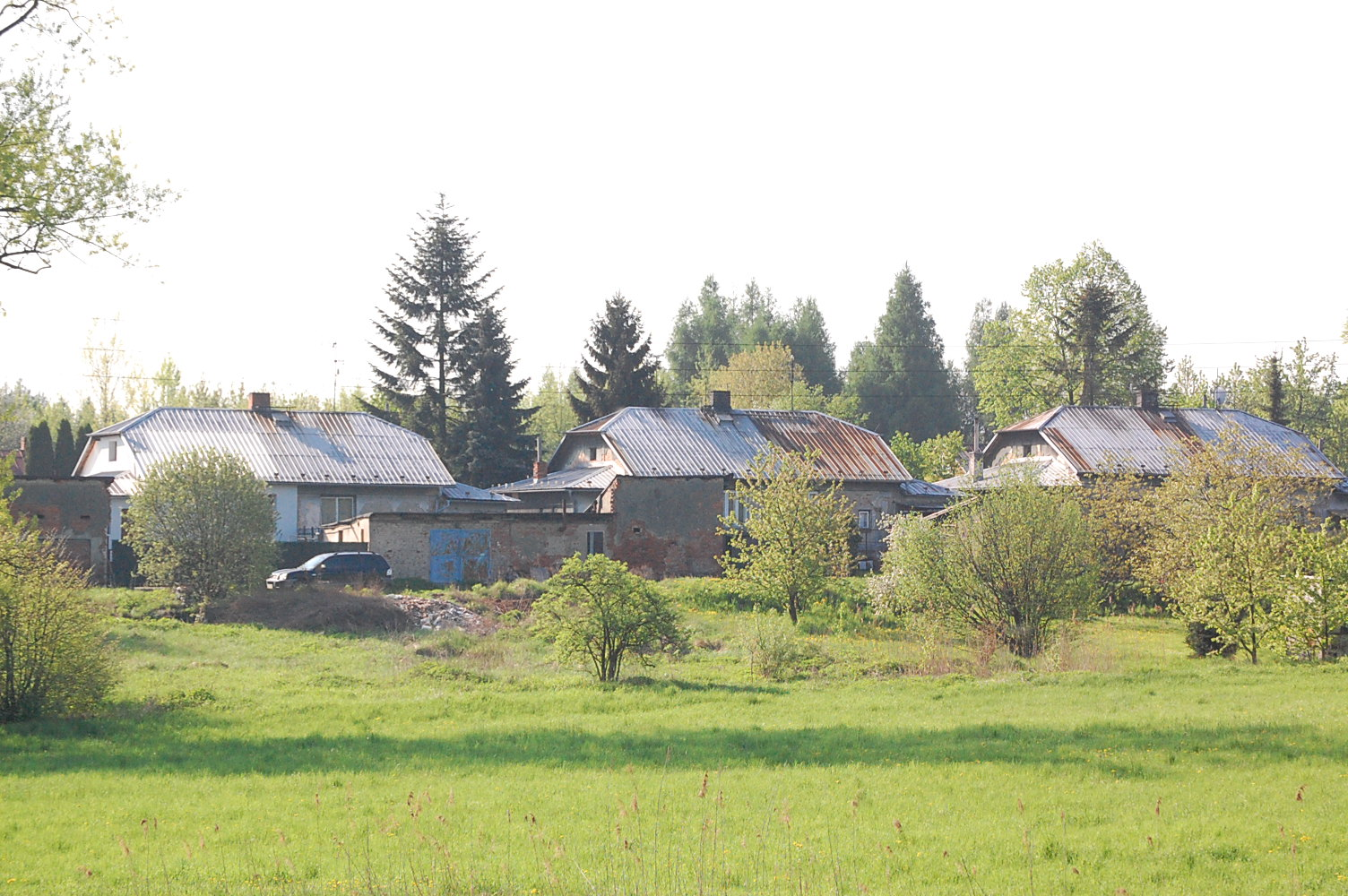
Doubrava (Karviná)Nová (Bílá) kolonie, pohled na kolonii zezadu. Jsou vidět zděné budovy, které sloužily k uskladnění uhlí a dřeva, hospodářského nářadí ap.
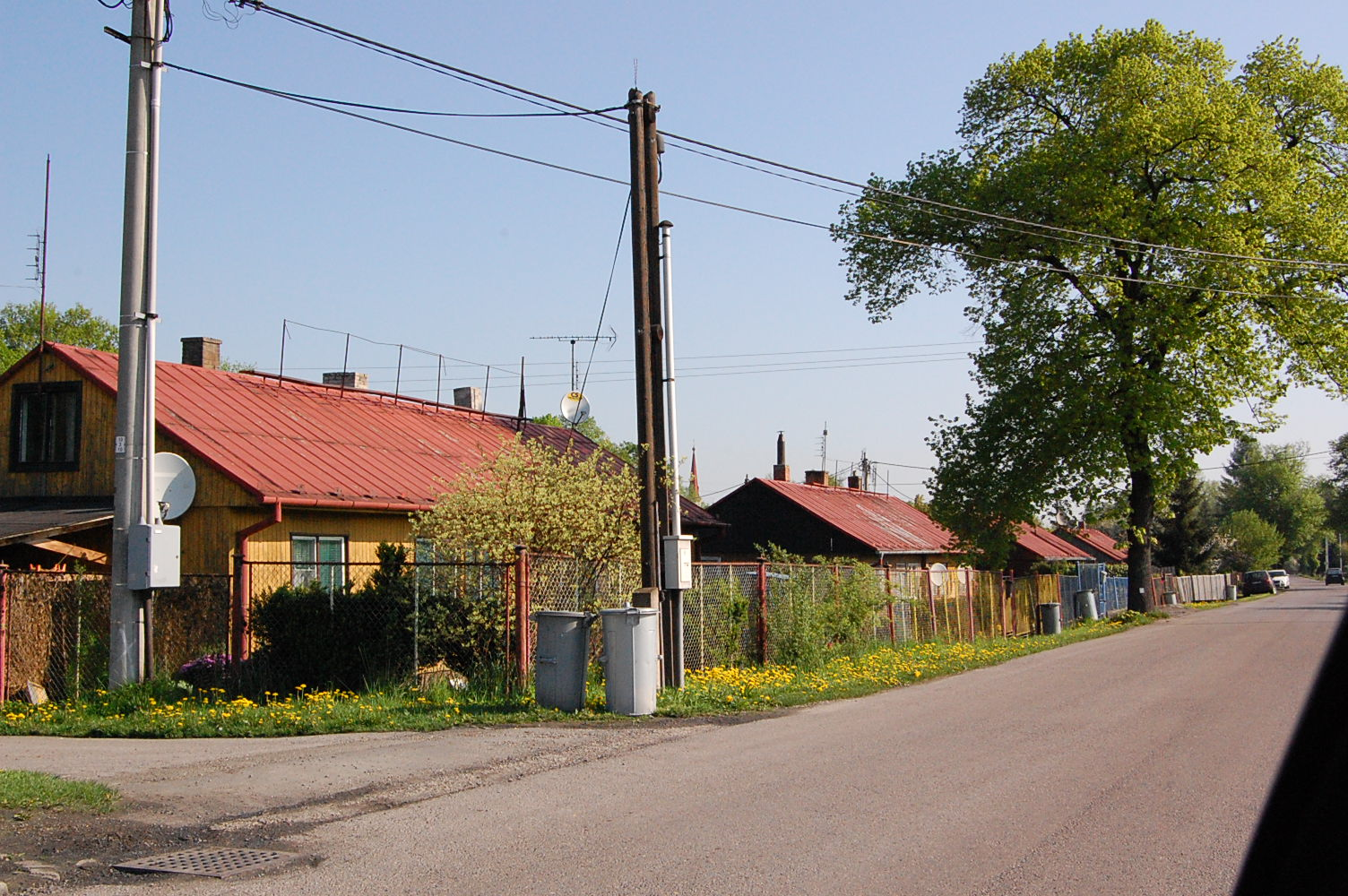
Doubrava (Karviná) Finská kolonie jedna s posledních obytných kolonií. Pohled ze silnice vedoucí k zámku od pekárny Komendir. (2013)
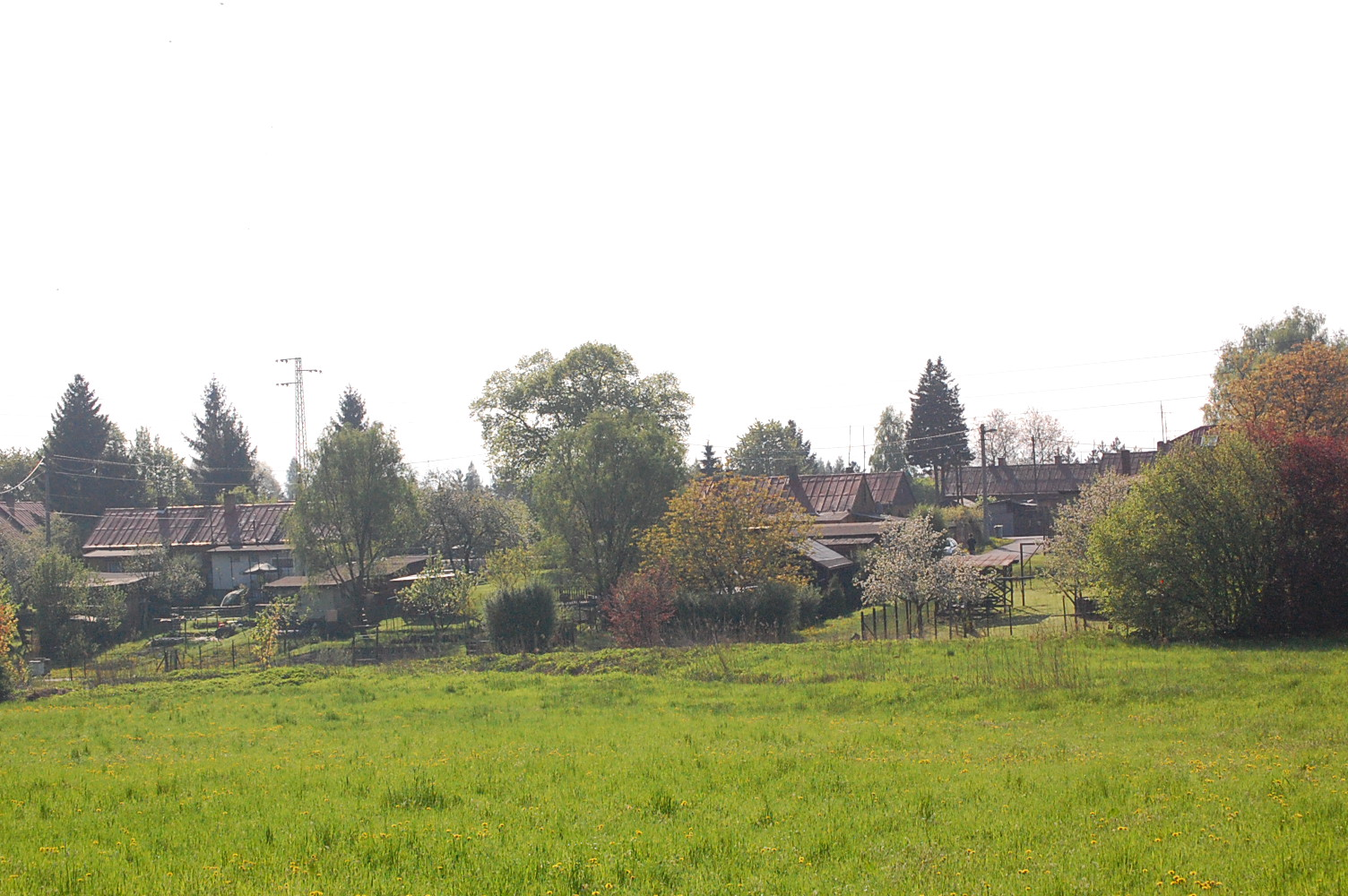
Doubrava (Karviná) Finská kolonie, pohled na kolonii zezadu. Jsou vidět zděné budovy, které sloužily k uskladnění uhlí a dřeva, hospodářského nářadí ap.
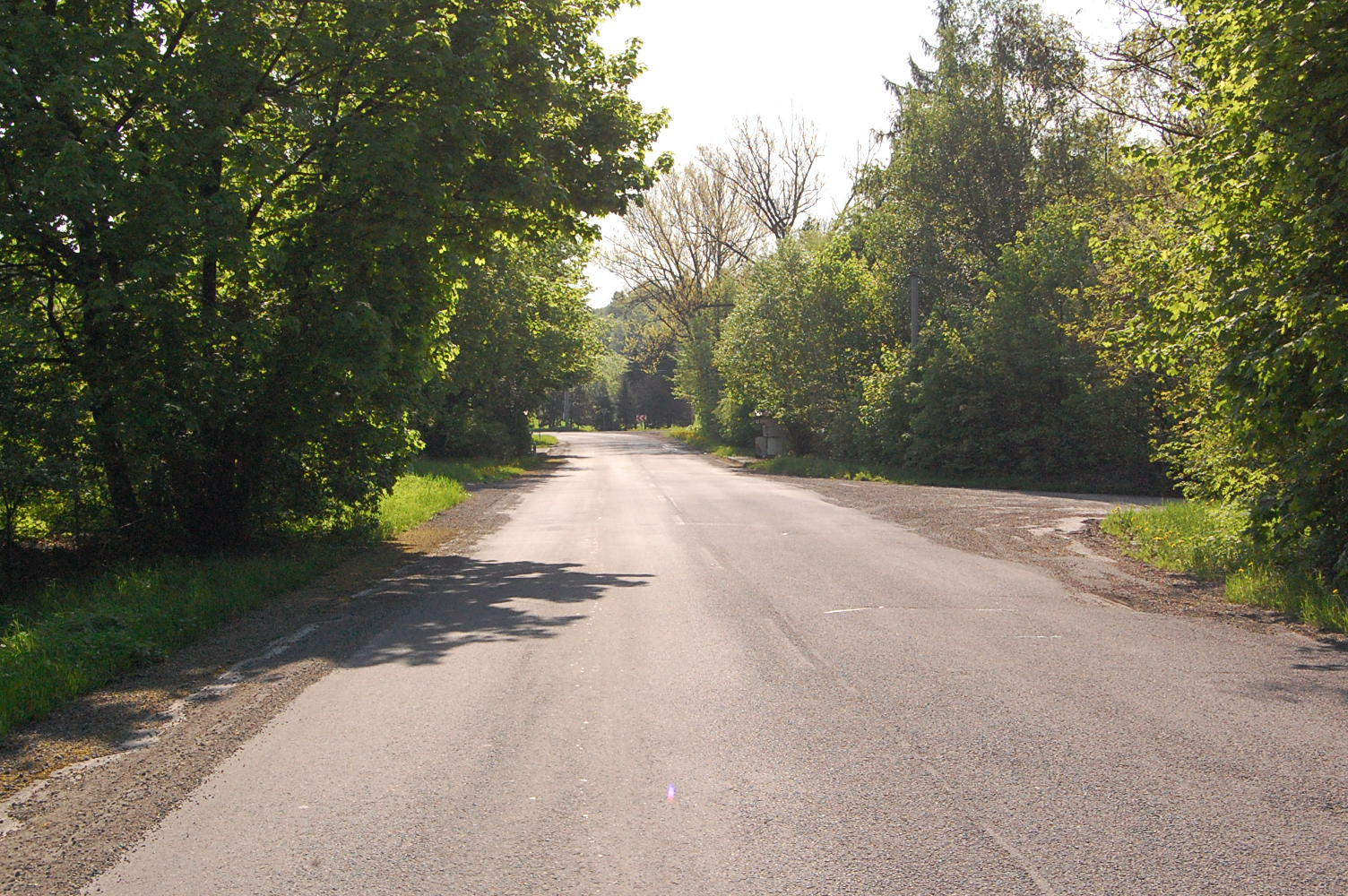
Doubrava (Karviná) pohled na silnici, která byla kdysi obklopena výstavními domy. Na konci silnice byla tramvajová zastávka Na Vidrholci
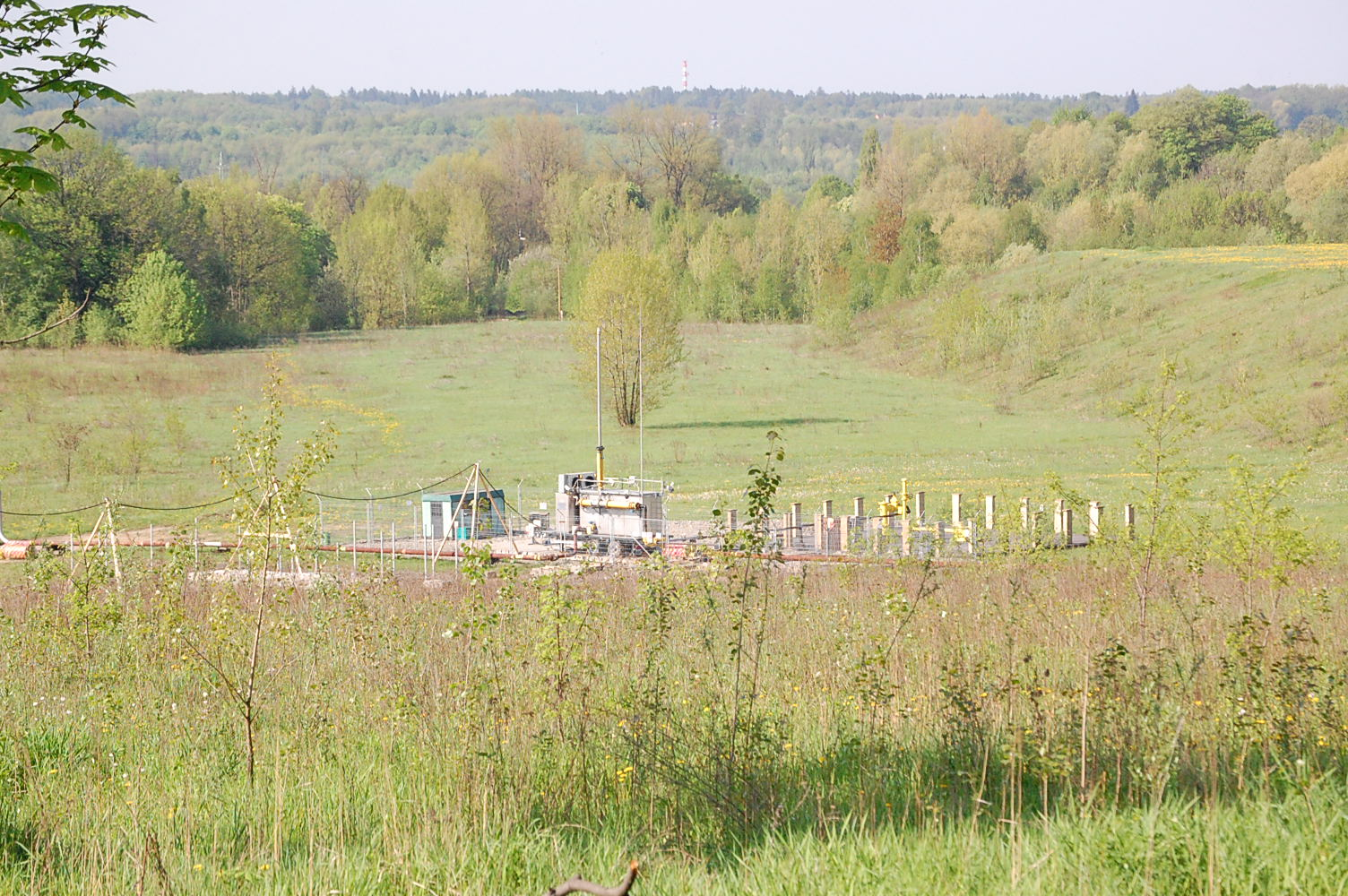
Doubrava lokalita dřívější Jámy Bettina s jímací stanici metanu. (2013)
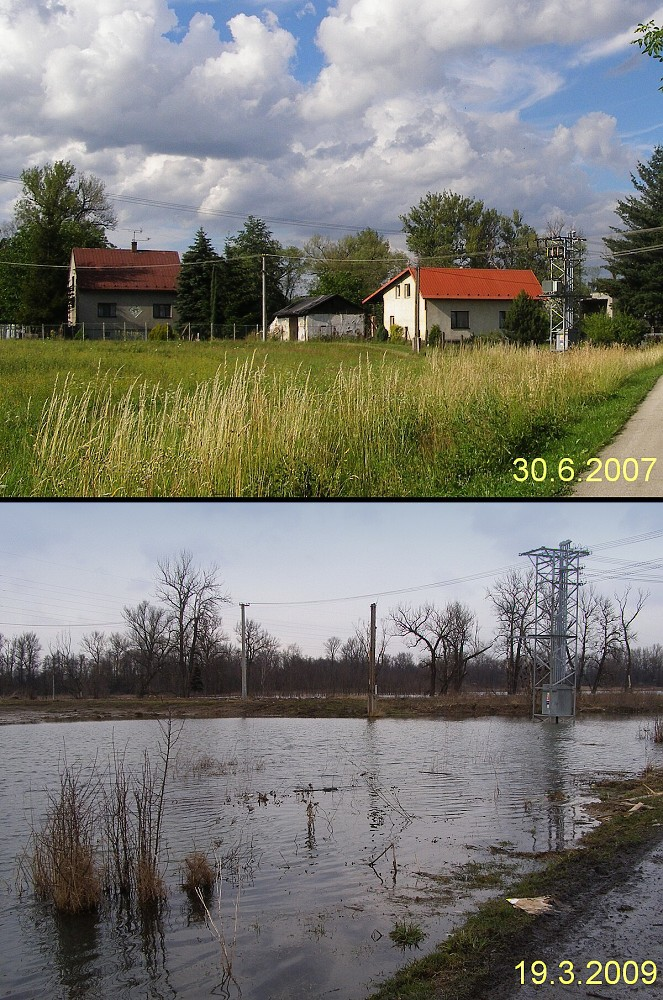
Doubrava (Karviná) část Kozinec 1
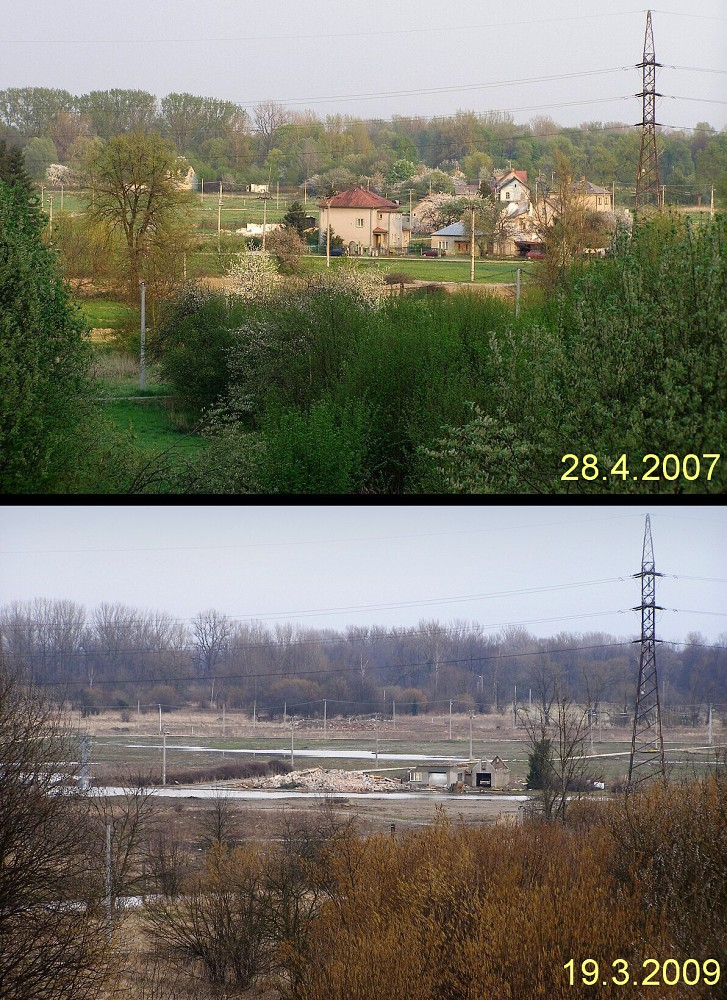
Doubrava (Karviná) část Kozinec 2

## Odraz v kultuře
Obci se věnoval Petr Bezruč v básni Dombrová, v níž se stavěl proti snahám českých úředníků přejmenovávat sídla ve Slezsku:
| „ | Jsme Moravci, ale jsme z Dombrové, je možná jiný někdo z Doubravy. kde Doubrava, to vědí bohové, snad při Praze, na břehu Vltavy. Tak mluvil otec náš, mluvili dědové, tak od kolébky znělo v šediny, my žili jsme i zhasnem v Dombrové, co, páni z Čech, nám křtíte dědiny? Ta Doubrava — tak u nás nepraví, tak z ciziny snad řondí rodáci. Jsou rozumnější lidé z dálavy? Když polsky Dombrová, tak Poláci. | “ |

## Pamětihodnosti a zajímavosti
- Zámek Doubrava
- Kostel Husova sboru Československé husitské církve
- Socha svatého Jana Nepomuckého
- Kostel sv. Hedviky Slezské
- DinoPark Ostrava
- Zvonice v Doubravě – malá dřevěná zvonice u kostela sv. Hedviky Slezské
- Dub v Doubravě
- Doubravský dub
- Doubravská naučná stezka
- Kozinec – místní antropogenní jezero